# Greiz

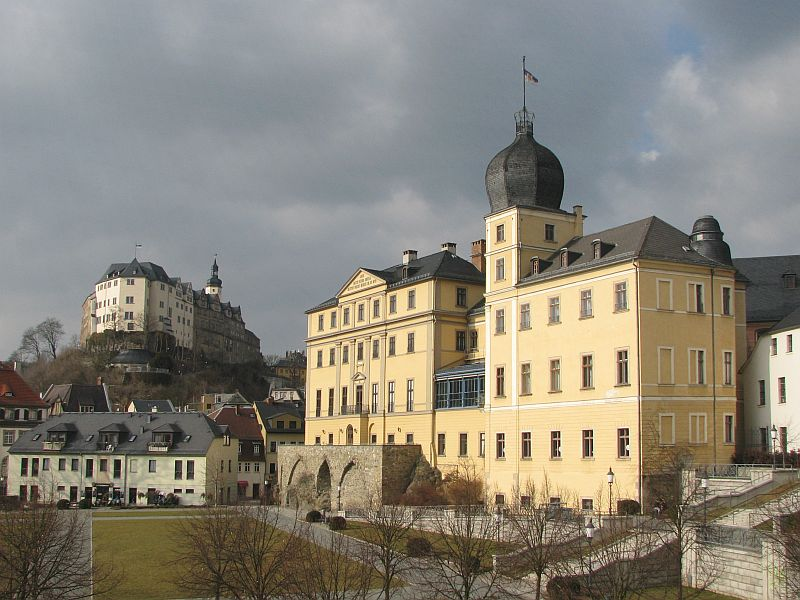
Oberes und Unteres Schloss

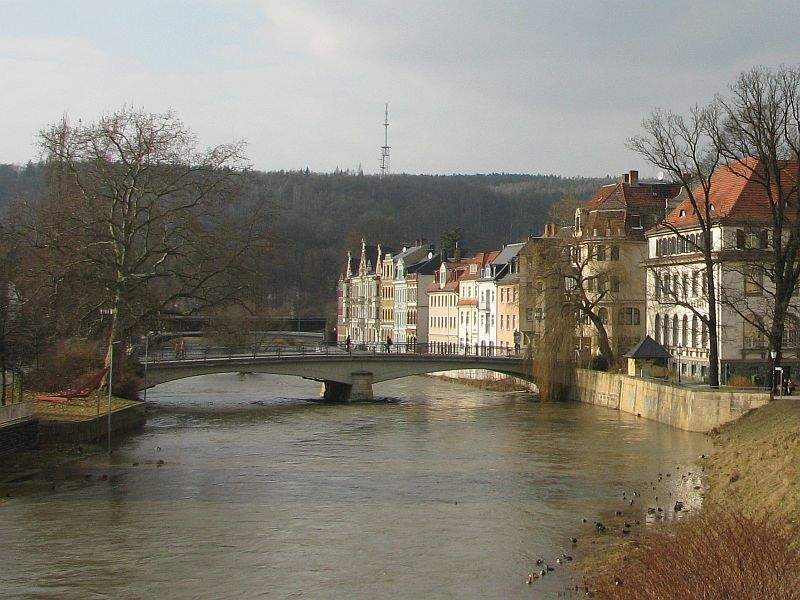
Weiße Elster mit der Friedensbrücke

Greiz (amtlich: Greiz im Vogtland) ist eine Stadt im Südosten Thüringens, unmittelbar an der Landesgrenze zu Sachsen gelegen. Sie ist die Kreisstadt des Landkreises Greiz und Mittelzentrum für den südlichen Teil des Landkreises. Die Stadt liegt im Tal der Weißen Elster im thüringischen Vogtland. Wegen ihrer reizvollen Lage in einem Talkessel und ihrer zahlreichen historischen Bauten trägt sie den Beinamen „Perle des Vogtlandes“. Greiz war die Residenzstadt des Fürstentums Reuß älterer Linie, das bis 1918 als selbständiger Bundesstaat im Deutschen Kaiserreich bestand und vom Haus Reuß regiert wurde. Von 1922 bis 1950 war Greiz kreisfreie Stadt im Land Thüringen.

## Geographie

### Geographische Lage
Die Kernstadt liegt im engen Tal der Weißen Elster, unterhalb der Mündung der Göltzsch. Die Altstadt und der größte Teil der Kernstadt liegen östlich und die Neustadt mit dem Bahnhof westlich der Weißen Elster. Im Norden liegt der Greiz-Werdauer-Wald.
Die wichtigsten größeren Städte in der Nähe von Greiz sind Gera, Zwickau und Plauen. Weitere nahe Städte sind Berga/Elster und Zeulenroda-Triebes sowie in Sachsen die Städte Reichenbach im Vogtland, Netzschkau, Elsterberg und Werdau.

### Stadtbild
Greiz wird von großen Häusern aus der Gründerzeit im Historismus und Jugendstil geprägt, die vom einstigen Reichtum der Stadt infolge der Textilindustrie zeugen. Zuvor waren in mehreren Stadtbränden die mittelalterlichen Bürgerhäuser weitgehend zerstört worden (siehe: Geschichte).

### Stadtgliederung
Greiz ist territorial untergliedert in die Kernstadt sowie 10 Ortsteile, die jeweils eine Ortsteilverfassung und einen eigenen Ortsteilbürgermeister und Ortsteilrat besitzen.
Die unbewohnten Wälder direkt westlich und nordwestlich der Greizer Kernstadt gehören zu keinem Ortsteil, sondern bilden den innerhalb der Stadt eigenständigen Waldbezirk Heinrichsgrün.
| Ortsteil                      | Eingemeindung     | Orte, Weiler und Siedlungen                                                       | Erste Eingemeindung                       | Gemarkung            |
| ----------------------------- | ----------------- | --------------------------------------------------------------------------------- | ----------------------------------------- | -------------------- |
| Greiz (Kernstadt)             |                   | Altstadt, Neustadt, Reißberg, Laagweg und Kupferhammer                            |                                           | Greiz                |
| Greiz (Kernstadt)             | 1856              | Obertannendorf                                                                    |                                           | Greiz                |
| Greiz (Kernstadt)             | 1856              | Untertannendorf                                                                   |                                           | Greiz                |
| Greiz (Kernstadt)             | 1. April 1921     | Pohlitz mit Herrenreuth                                                           |                                           | Pohlitz              |
| Greiz (Kernstadt)             | 1. April 1921     | Irchwitz mit Aubachtal, St. Adelheid und Thalbach                                 |                                           | Irchwitz             |
| Greiz (Kernstadt)             | 1. Oktober 1922   | Schönfeld                                                                         |                                           | Schönfeld            |
| Cossengrün/Hohndorf/Schönbach | 31. Dezember 2012 | Cossengrün                                                                        | 1. Juli 1999 nach Vogtländisches Oberland | Cossengrün           |
| Cossengrün/Hohndorf/Schönbach | 31. Dezember 2012 | Eubenberg mit Kesselmühle                                                         | 1. Juli 1950 nach Arnsgrün                | Eubenberg            |
| Cossengrün/Hohndorf/Schönbach | 31. Dezember 2012 | Gablau                                                                            | 1. Juli 1950 nach Leiningen               | Gablau-Leiningen     |
| Cossengrün/Hohndorf/Schönbach | 31. Dezember 2012 | Hohndorf mit Landesgrenze und Steinermühle                                        | 1. Juli 1999 nach Vogtländisches Oberland | Hohndorf             |
| Cossengrün/Hohndorf/Schönbach | 31. Dezember 2012 | Leiningen                                                                         | 22. Januar 1994 nach Hohndorf             | Gablau-Leiningen     |
| Cossengrün/Hohndorf/Schönbach | 31. Dezember 2012 | Pansdorf                                                                          | 1. Juli 1958 nach Tremnitz                | Pansdorf             |
| Cossengrün/Hohndorf/Schönbach | 31. Dezember 2012 | Schönbach mit Kölbelmühle                                                         | 1. Juli 1999 nach Vogtländisches Oberland | Schönbach            |
| Cossengrün/Hohndorf/Schönbach | 31. Dezember 2012 | Tremnitz                                                                          | 22. Januar 1994 nach Hohndorf             | Tremnitz             |
| Gommla                        | 1. Oktober 1922   | Gommla mit Pommeranz                                                              |                                           | Gommla               |
| Kurtschau                     | 1. Oktober 1922   | Kurtschau mit Neukurtschau                                                        |                                           | Kurtschau            |
| Moschwitz                     | 1. Oktober 1922   | Moschwitz mit Lindenhäuser, Krellenhäuser, Mühlenhäuser und Neu‑Moschwitz         |                                           | Moschwitz            |
| Neumühle/Elster               | 31. Dezember 2019 | Neumühle, Bretmühle, Grüne Eiche, Knottengrund, Krebsmühle, Lehnamühle, Neuhammer | 1. Januar 1960 nach Neumühle/Elster       | Neumühle/Elster      |
| Obergrochlitz/Caselwitz       | 1. Oktober 1922   | Obergrochlitz mit Schleußengut                                                    | 1. April 1922 nach Caselwitz-Grochlitz    | Grochlitz            |
| Obergrochlitz/Caselwitz       | 1. Oktober 1922   | Caselwitz mit Eichleite                                                           | 1. April 1922 nach Caselwitz-Grochlitz    | Caselwitz, Dölau     |
| Raasdorf                      | 1. Oktober 1922   | Raasdorf                                                                          |                                           | Raasdorf             |
| Reinsdorf                     | 30. Juni 1994     | Reinsdorf                                                                         |                                           | Reinsdorf            |
| Reinsdorf                     | 30. Juni 1994     | Waltersdorf                                                                       | 1. Juli 1950 nach Reinsdorf               | Waltersdorf b. Greiz |
| Sachswitz/Dölau/Rothenthal    | 1. Oktober 1922   | Dölau                                                                             |                                           | Dölau                |
| Sachswitz/Dölau/Rothenthal    | 1. Oktober 1922   | Rothenthal                                                                        | 1. April 1922 nach Dölau                  | Rothenthal           |
| Sachswitz/Dölau/Rothenthal    | 1. Oktober 1922   | Sachswitz                                                                         | 1. April 1922 nach Dölau                  | Sachswitz            |
| Untergrochlitz                | 1. Oktober 1922   | Untergrochlitz                                                                    |                                           | Grochlitz, Moschwitz |

War ein Ort nie eine eigenständige Gemeinde, wird er in der Spalte „Orte, Weiler und Siedlungen“ bei dem Ort aufgeführt, zu dem er anfänglich gehörte.

Panorama der Kernstadt

### Nachbargemeinden
Die nachfolgenden Gemeinden grenzen an Greiz:
- Im Landkreis Greiz: Zeulenroda-Triebes, Langenwetzendorf, Mohlsdorf-Teichwolframsdorf, Berga-Wünschendorf
- Im Vogtlandkreis (Sachsen): Reichenbach im Vogtland, Netzschkau, Elsterberg, Pöhl, Plauen, Rosenbach/Vogtl.

| Langenwetzendorf               | Berga-Wünschendorf                          | Mohlsdorf-Teichwolframsdorf |
| Zeulenroda-Triebes             | Kompassrose, die auf Nachbargemeinden zeigt | Reichenbach im Vogtland     |
| Plauen, Pöhl, Rosenbach/Vogtl. | Elsterberg                                  | Netzschkau                  |

## Geschichte

### Ursprung bis 1800
Bereits seit der jüngeren Steinzeit war der Talkessel der Weißen Elster bewohnt. Auf Kelten und Germanen folgten ab dem 7. Jahrhundert slawische Bewohner. Der heutige Name Greiz, ehemals Grewcz, ist wahrscheinlich slawischen Ursprungs (slawisch: gradec, „befestigter Ort“) und wurde 1209 erstmals urkundlich erwähnt. Bei den Überlegungen zum Ursprung des Namens wird von der früheren Schreibweise Grouts ausgegangen.

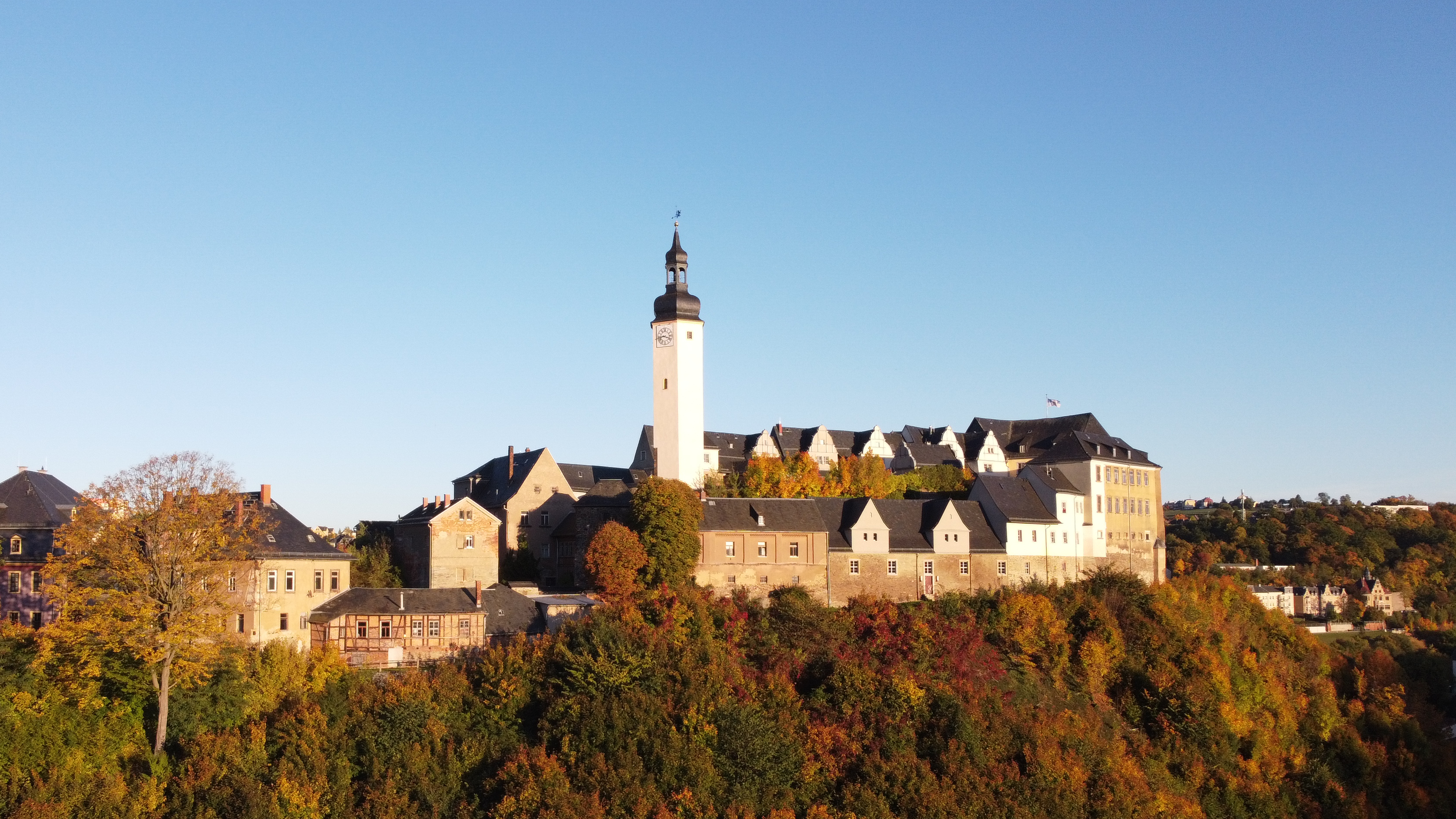
Oberes Schloss, 2022

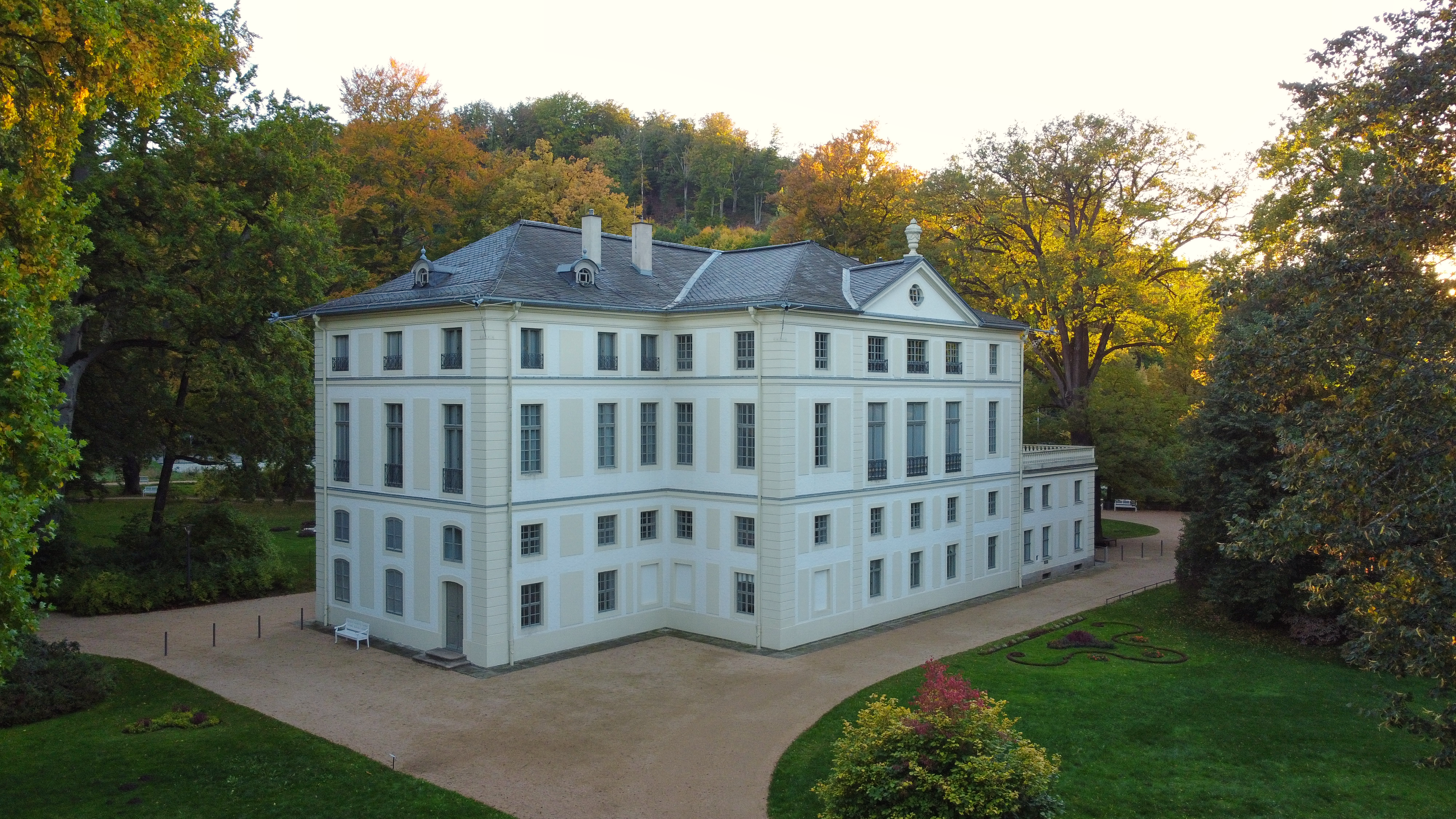
Sommerpalais, 2022

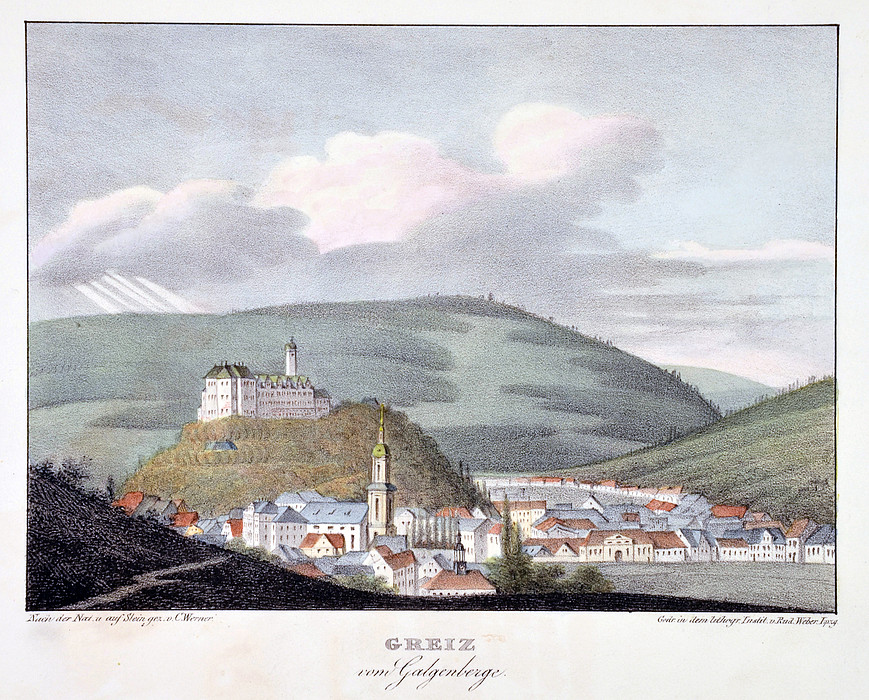
Greiz vom Galgenberg

Im Jahr 1225 wird für Greiz erstmals eine Burganlage und ein Vorgängerbau der Stadtkirche St. Marien, erbaut durch die Weidaer Vögte, erwähnt. Bei der Teilung des Vogtlandes 1237 erhielt der jüngste der drei Weidaer Vögte Heinrich V. (geb. um 1209) das Gebiet um Greiz-Werdau-Reichenbach. Er verlegte seinen Sitz auf die Greizer Burg und nannte sich Vogt von Greiz. Damit war Greiz erstmals Sitz einer Herrschaft. Bereits 1240 kinderlos verstorben, fiel sein Besitz an Heinrich I. von Plauen, den ältesten Sohn seines älteren Bruders, Heinrich IV. von Gera. 1269 wird Greiz erstmals urkundlich als Dorf erwähnt und im Jahr 1302 zwei Bürger von Greiz. Nachdem Vogt Heinrich I. von Plauen, der seine drei Söhne überlebt, 1303 starb, teilten seine zwei lebenden Enkel, Heinrich (III.) von Seeberg, Sohn Heinrichs (II.) des Böhmen, und Heinrich II. Reuß von Plauen, Sohn von Heinrich Ruthenus (des Ruszen oder Reußen) im Jahr 1306 das bisher gemeinsam verwaltete Gebiet auf. Heinrich Ruthenus wurde durch seinen Sohn Heinrich (II.) Reuß zum Gründer der jüngeren Linie, der Reußen von Plauen zu Greiz, der die Herrschaft Greiz mit Greiz als Residenz, Werdau, Reichenbach, Mylau, Ronneburg und Schmölln erhielt.
Im Vogtländischen Krieg 1354/55 unter die Lehnshoheit der wettinischen Markgrafen zu Meißen geraten, schlichteten die Markgrafen zu Meißen im Juni 1359 einen Bruderzwist der Reußen in einem „Aussöhnungs- und Erbteilungsvertrag“, in dem Greiz erstmals urkundlich als Stadt erwähnt wird. Am 23. Mai 1449 belehnte Kurfürst Friedrich II. der Sanftmütige von Sachsen die beiden reußischen Brüder Heinrich IX. und Heinrich X. mit der Herrschaft Greiz in den beiden Teilen Hinter- und Vorderschloß, benannt nach den beiden Hauptflügeln des Herrschaftssitzes auf dem Greizer Schlossberg. Diese Teilungsurkunde ist insofern wichtig, da alle dazugehörenden Dörfer aufgeführt werden und so für viele Dörfer eine urkundliche Ersterwähnung erfolgte.
1474 wird erstmals ein Schulmeister und 1486 ein Greizer Gemeinderat erwähnt. Bürgermeister, Rat und Stadtsiegel sind nachweisbar. 1494 wurden bei einem großen Stadtbrand 51 Häuser zerstört. Das älteste vorhandene Stadtprivileg, das auf den 15. März 1527 datiert, ist eine Erneuerung älterer, nicht mehr vorhandener Greizer Stadtprivilegien durch Heinrich XIII. Am 14. Oktober 1537 erfolgte eine Neubestätigung. Ab Herbst 1533 begann die vom sächsischen Kurfürsten Johann Friedrich von Sachsen angeordnete Kirchenvisitation zur Einführung der Reformation, die spätestens im Frühjahr 1534 abgeschlossen wurde. Infolge eines Blitzschlags brannte das Obere Schloss am 3. Juni 1540 in größeren Teilen ab.
Nach der Niederlage der Protestanten unter der Führung des Kurfürsten Johann Friedrich von Sachsen in der Schlacht bei Mühlberg am 24. April 1547, an der Heinrich XIV., der Ältere Reuß teilnahm, verfielen die drei reußischen Brüder der Reichsacht und verloren ihren Greizer Besitz. Wohnsitz nahmen sie in Oberkranichfeld, welches sie behalten durften. Gleichzeitig ging, entsprechend dem auf die reußischen Lande bezogenen Artikel des Prager Vertrages vom 14. Oktober 1546, die Lehnshoheit vom Kurfürstentum Sachsen an das Königreich Böhmen über. Mit dem feierlichen Lehnsbrief über die reußische und die gerischen Herrschaften wurde Heinrich IV. von Plauen aus der burggräflichen Linie der Plauener Vögte, am 21. Januar 1549 vom böhmischen König Ferdinand offiziell als Landesherr von Greiz eingesetzt. Nach Heinrichs Tod am 19. Mai 1554 wurde sein Sohn Heinrich V. von Plauen Landesherr in Greiz. Nach langem Kampf hatten die Bemühungen der Reußen zur Rückgabe ihrer Gebiete Erfolg. Am 14. März 1562 erhielten die Brüder Reuß durch kaiserlichen Schiedsspruch das Greizer Gebiet als Neubelehnung zurück.

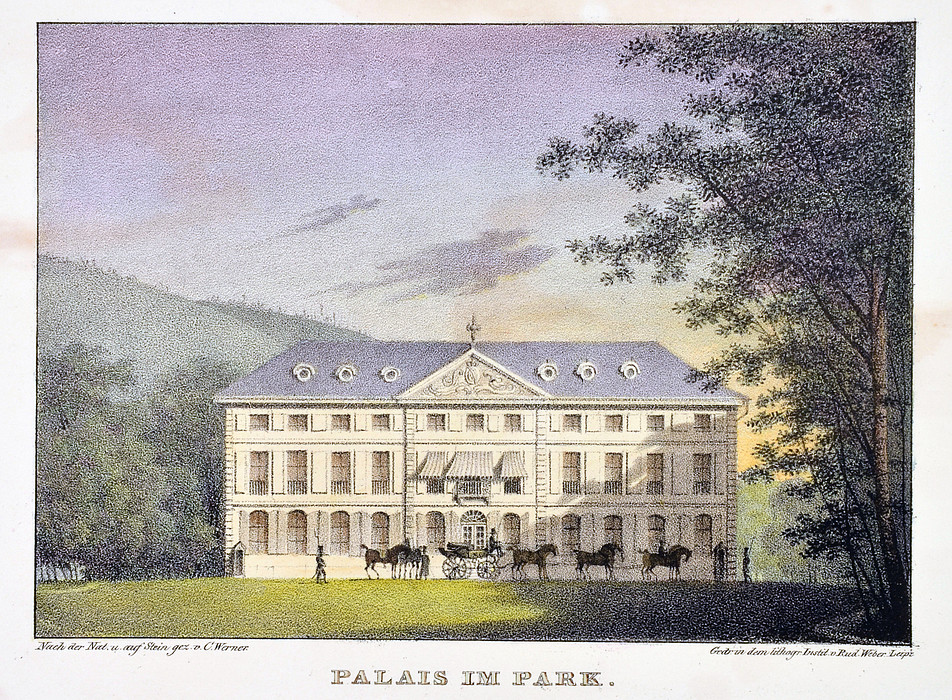
Sommerpalais um 1760

Im Jahr 1564 kam es zu der folgenschweren Landesteilung der reußischen Gebiete:
- Untergreiz mit Heinrich XIV., dem Älteren
- Obergreiz mit Heinrich XV., dem Mittleren
- Gera mit Heinrich XVI., dem Jüngeren

Noch im selben Jahr begann der Bau der Residenz Heinrich XIV. in der Stadt, des zweiten Schlosses in Greiz, dem späteren „Unteren Schloss“.
Wie alle Reußen teilten auch die älterer Linie, am 26. August 1673 in den erblichen Reichsgrafenstand unter Lehnshoheit zur böhmischen Krone erhoben, immer weiter und erst 1768 kam es zur Vereinigung der beiden verbliebenen Linien zur Grafschaft Reuß älterer Linie, die 1778 Fürstentum wurde.

### 1800 bis heute
Ein großer Brand zerstörte Greiz am 6. April 1802 fast gänzlich. Insgesamt brannten etwa 430 Gebäude nieder, darunter 237 Bürgerhäuser, der Rest waren Nebengebäude und Scheunen. Viele weitere Gebäude wurden während des Brandes abgerissen, um das rasch anwachsende Feuer aufzuhalten.

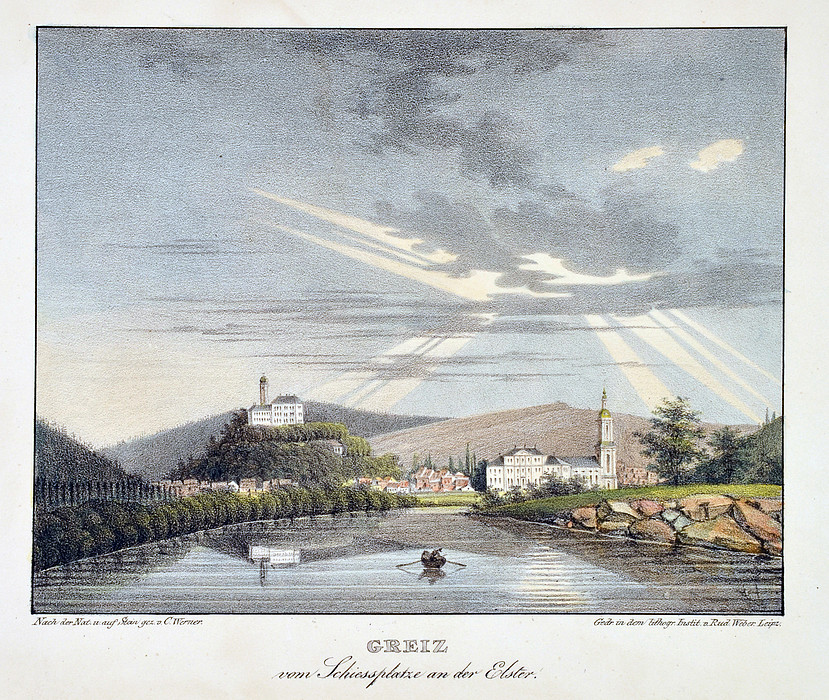
Greiz von der Elster aus 1838

Im 19. Jahrhundert wurde die Stadt aus der ansässigen bedeutenden Zeugmacherei heraus zu einem wichtigen Industriestandort. 1865 wurde die Stadt an das sächsische Eisenbahnnetz angeschlossen, 1875 auch an das Thüringisch-Sächsische (Elstertalbahn). Vor allem ab 1864 wurde durch die Errichtung zahlreicher größerer mechanischer Woll- und Seidenwebereien mit der Spezialisierung auf hochwertige Kostüm-, Kleider- und Anzugstoffe aus Kammgarn und Seide wuchsen die Industriebetriebe in Greiz und Umgebung stetig. Dadurch bedingt richtete die Georg Schleber AG in Reichenbach als eines der führenden sächsischen Textil-Veredlungsunternehmen 1871 ein Zweigwerk ein. Mit dem 1881 errichteten Neubau und seinen stetigen Erweiterungen verlagerte die AG bald ihren Produktionsschwerpunkt nach Greiz. Die Greizer Textilindustrie überflügelt Gera und 1896 standen in rund 70 Webereien 12.406 Webstühle. Sie entwickelte sich damit zum führenden Produktionsstandort für Kammgarn-Konfektionsstoffe in Deutschland. Im Fürstentum Reuß ä.L. mit Greiz an der Spitze waren von 13.192 Industriebeschäftigten mehr als 75 % in der Textilindustrie tätig. Durch diese Entwicklung entstanden auch Maschinenfabriken als Zulieferindustrien (Webstuhlbau, Jacquardmaschinen, Drahtwaren, Webzubehör), und Betriebe der chemischen Industrie. Auch die Herstellung von Spezialpapieren, denn die Papierherstellung kann in Greiz bereits auf über 400 Jahre Geschichte zurückblicken, und die Verarbeitung dieser Papiere durch im 19. Jahrhundert entstandenen Spezialdruckereien hatte einen Aufschwung.

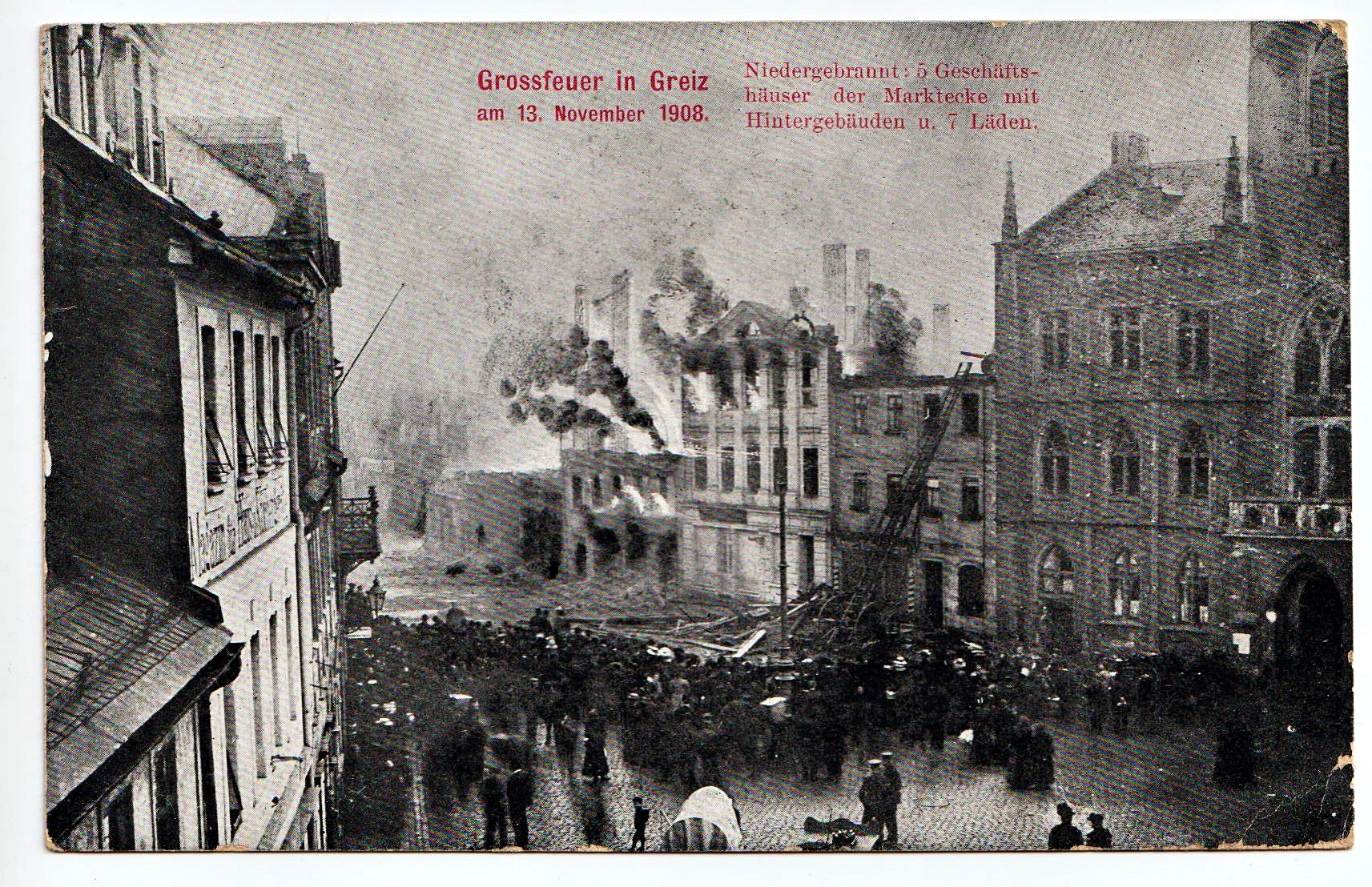
Großbrand am Markt im Jahre 1908

1902 kam es erneut zu einem Brand, der einige innerstädtische Quartiere um die Thomasstraße vernichtete. Beim Wiederaufbau errichtete man hier repräsentative Jugendstilbauten, die ein geschlossenes Ensemble bilden. 1908 kam es zu einem Großbrand am Marktplatz.
Seit 1920 gehörte die Stadt als Kreisstadt des Landkreises Greiz zum Land Thüringen. Am 1. Oktober 1922 wurde Greiz zur kreisfreien Stadt, wobei zahlreiche umliegende Gemeinden eingegliedert wurden. Seit dem 1. Juli 1950 ist die Stadt wieder ein Teil des Landkreises Greiz.
In der Zeit des Nationalsozialismus wurden auch in Greiz die Gegner der Nationalsozialisten verfolgt. Zwischen 1934 und 1943 wurden im Landeskrankenhaus Wichmannstraße 809 Personen zwangssterilisiert. Das Städtische Altersheim und das Kreispflegeheim gaben 122 Kranke zur „Euthanasie“ frei. Während des Zweiten Weltkriegs mussten hunderte Kriegsgefangene sowie Männer und Frauen aus von Deutschland besetzten Ländern im Sorgwald bei Thalbach und in anderen Wirtschaftsunternehmen Zwangsarbeit leisten. Mindestens 102 von ihnen kamen dabei um. An sie wird auf der Gedenkanlage des Alten Friedhofs erinnert.
Der Wehrmachts-Offizier Kurt von Westernhagen verzichtete am 14. April 1945 auf die Sprengung der Brücken. Dies blieb ohne Auswirkung, weil am 14., 15. und 16. April eine andere Pioniereinheit der Wehrmacht auf Befehl des Militärkommandos „Elsterabschnitt Süd“ (11. Panzer-Division) erst die Eisenbahnbrücke sprengte und dann die Stadtbrücken und die flussauf liegende Brücke am Papiermühlenweg. Der Leiter der Gestapostelle Weimar nahm Westernhagen fest und ließ ihn am selben Tag auf einem Platz erschießen; dieser heißt heute Von-Westernhagen-Platz.
Greiz war von Mai 1944 bis April 1945 mehrmals Ziel US-amerikanischer Luftangriffe. Sie verursachten erhebliche Gebäudeschäden; 25 Menschen starben.
Greiz wurde am 17. April 1945 von Soldaten der 89th Infantry Division besetzt; diese war der 3. US-Armee unterstellt.
Briten und Amerikaner räumten Sachsen, Thüringen und Teile von Mecklenburg, um sie zum 1. Juli 1945 sowjetischer Kontrolle zu überlassen. Im Gegenzug erhielten sie und Frankreich, wie abgesprochen, die drei Westsektoren Berlins.
Greiz wurde Teil der SBZ und von 1949 bis 1990 der DDR.
Ende 1945 und Anfang 1946 verhaftete der sowjetische Staatssicherheitsdienst NKWD 15 Jugendliche (15 bis 19 Jahre alt). Sie wurden beschuldigt, dem „Werwolf“ angehört zu haben. Im März 1946 verurteilte ein sowjetisches Militärtribunal elf von ihnen zum Tode; die vier jüngsten wurden zu 15 bis 20 Jahren Lagerhaft begnadigt. Die restlichen vier Jugendlichen wurden zu zehn Jahren Haft verurteilt. Der NKWD vollstreckte die Todesurteile im Metschwald bei Triebes, wo auch die Leichen heimlich verscharrt wurden. 1994 erfolgte die Rehabilitierung durch die russische Justiz, 1997 die feierliche Aufstellung eines Gedenksteins am Tatort.
Zu DDR-Zeiten entstand durch Verstaatlichung und der seit 1970 begonnenen Zusammenfassung der Textilbetriebe der VEB Greika. Es entstand ein sehr komplexer und in seinen Teilwerken stark spezialisierter Kombinatsbetrieb. 
Während der DDR-Zeit war Greiz nach Auflösung des Landes Thüringen im Jahre 1952 die Kreisstadt des Kreises Greiz im Bezirk Gera. Greiz gilt als die Hauptstadt des Thüringer Vogtlands, zu dem neben ihr unter anderem auch die Städte Gera, Weida, Zeulenroda-Triebes und Schleiz gehören. Anlässlich der ersten urkundlichen Erwähnung im Jahr 1209 veranstaltete Greiz 2009 ein Festjahr zu seiner 800-Jahr-Feier. Zeitgleich besaß Greiz seit 650 Jahren die Stadtrechte. Vom 19. bis 21. Juni 2009 fand unter dem Motto Greiz hat Reiz der 12. Thüringentag statt, zu dem 210.000 Besucher kamen.
Greiz wurde vom Hochwasser im Juni 2013 sehr stark getroffen.
Es gab oder gibt Planungen, einen zwei Kilometer langen Kanal um die Neustadt zu bauen, um so die Innenstadt auf beiden Seiten des Flusses zu schützen.

## Bevölkerung

### Bevölkerungsentwicklung
Entwicklung der Einwohnerzahl (ab 1960 31. Dezember):
| 1800 bis 1960 - 1800: 4.000 - 1833: 5.600 - 1885: 17.288 - 1905: 23.114 - 1931: 39.281 - 1946: 45.410 a - 1950: 42.520 b - 1960: 39.097 | 1971 bis 2000 - 1971: 38.608 - 1981: 36.684 - 1984: 35.822 - 1994: 30.206 - 1995: 29.402 - 1996: 28.610 - 1997: 27.992 - 1998: 27.324 - 1999: 26.706 - 2000: 26.177 | 2001 bis 2010 - 2001: 25.605 - 2002: 25.037 - 2003: 24.591 - 2004: 24.199 - 2005: 23.764 - 2006: 23.368 - 2007: 22.936 - 2008: 22.548 - 2009: 22.150 - 2010: 21.792 | 2011 bis 2020 - 2011: 21.310 - 2012: 21.580 - 2013: 21.284 - 2014: 21.111 - 2015: 21.042 - 2016: 20.920 - 2017: 20.517 - 2018: 20.103 - 2019: 20.392 - 2020: 20.108 | ab 2021 - 2021: 20.021 - 2022: 20.397 - 2023: 19.958 c - 2024: 19.766 |

Einwohnerentwicklung von 1800 bis 2016

Datenquelle ab 1994: Thüringer Landesamt für Statistik

### Religionen
In Greiz bestehen Gemeinden folgender Konfessionen:
| - Evangelische Kirche in Mitteldeutschland - Selbständige Evangelisch-Lutherische Kirche - Landeskirchliche Gemeinschaft - Evangelisch-Freikirchliche Gemeinde/Baptisten - Evangelisch-methodistische Kirche | - Römisch-katholische Kirche - Apostolische Gemeinschaft - Neuapostolische Kirche - Adventgemeinde - Zeugen Jehovas |

## Politik

### Stadtrat
| Stadtratswahl Greiz 2024Wahlbeteiligung: 62,1 % 403020100 37,5 %26,9 %15,2 %10,2 %7,1 %2,2 %0,8 % CDUAfDIWASPDLinkeGrüneFDPGewinne und Verlusteim Vergleich zu 2019 %p 14 12 10 8 6 4 2 0 −2 −4 −6−3,7 %p+13,0 %p−2,2 %p−3,3 %p−5,4 %p+2,2 %p−0,8 %pCDUAfDIWASPDLinkeGrüneFDP | Sitzverteilung im Stadtrat Greiz seit 2024Insgesamt 30 Sitze - Linke: 2 - SPD: 3 - Grüne: 1 - IWA: 5 - CDU: 11 - AfD: 8 |

Der Stadtrat von Greiz hat 30 Sitze. Die letzten drei Kommunalwahlen führten zu folgenden Ergebnissen:
| Parteien und Wählergemeinschaften     | Parteien und Wählergemeinschaften | Prozent 2024 | Sitze 2024 | Prozent 2019 | Sitze 2019 | Prozent 2014 | Sitze 2014 |
| ------------------------------------- | --- | ------------ | ---------- | ------------ | ---------- | ------------ | ---------- |
| CDU / Gemeinsam für Greiz 2014: CDU   | Christlich Demokratische Union Deutschlands / Gemeinsam für Greiz 2014: Christlich Demokratische Union Deutschlands                        | 37,5         | 11         | 41,2         | 12         | 27,4         | 8          |
| AfD                                   | Alternative für Deutschland | 26,9         | 8          | 13,9         | 4          | –            | –          |
| IWA – PRO REGION 2014, 2019: IWA      | IWA – PRO REGION Interessengemeinschaft für Wirtschaft und Arbeit e. V. 2014, 2019: Interessengemeinschaft für Wirtschaft und Arbeit e. V. | 15,2         | 5          | 17,4         | 5          | 22,0         | 7          |
| SPD / Aktiv für Greiz 2014, 2019: SPD | Sozialdemokratische Partei Deutschlands / Aktiv für Greiz 2014, 2019: Sozialdemokratische Partei Deutschlands                              | 10,2         | 3          | 13,5         | 4          | 24,8         | 7          |
| DIE LINKE                             | DIE LINKE | 7,1          | 2          | 12,5         | 4          | 17,3         | 5          |
| GRÜNE                                 | BÜNDNIS 90/DIE GRÜNEN | 2,2          | 1          | –            | –          | –            | –          |
| FDP                                   | Freie Demokratische Partei | 0,8          | –          | 1,6          | 1          | 1,9          | 1          |
| NPD                                   | Nationaldemokratische Partei Deutschlands                                                                                                  | –            | –          | –            | –          | 6,6          | 2          |
| Wahlbeteiligung                       | Wahlbeteiligung | 62,1 %       | 62,1 %     | 57,6 %       | 57,6 %     | 53,0 %       | 53,0 %     |

### Bürgermeister

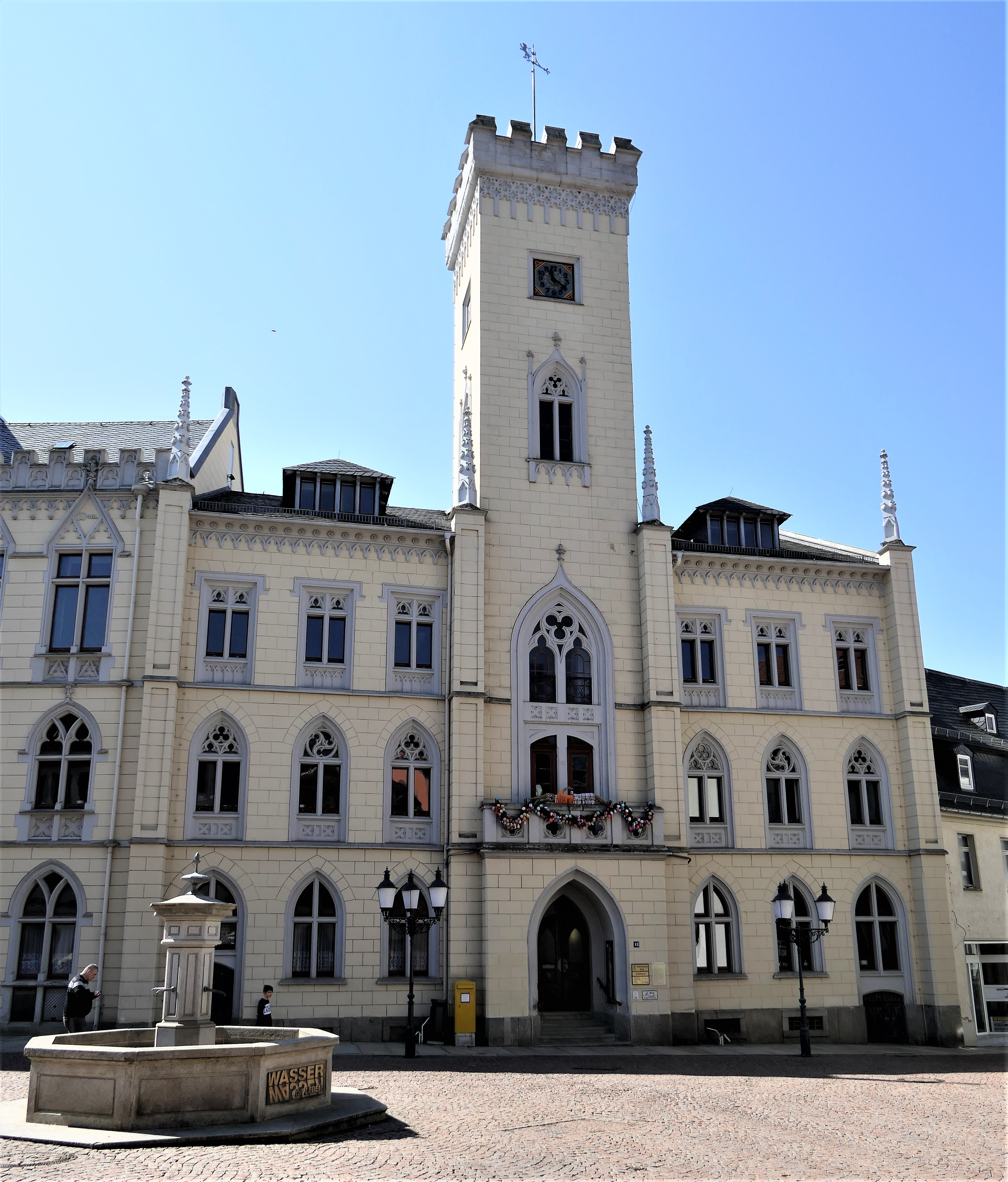
Rathaus

1890 bis 1923 war Paul Thomas Oberbürgermeister in Greiz. In seine 33-jährige Amtszeit fielen der Bau der Neustadtkanalisation, die Beseitigung des Stadtgrabens, Verlegung der Gräßlitz aus der inneren Stadt, die Pflasterung fast aller Straßen und die Schaffung von Bürgersteigen, der Bau von zwei Bezirksschulen, des Elektrizitätswerks, die Erweiterung der Gasanstalt und anderes.
Der erste Bürgermeister der Stadt nach der Befreiung vom Nationalsozialismus war von 1945 bis 1950 der kommunistische Widerstandskämpfer Walter Kopp, der nach acht Jahren Zuchthaus und Strafbataillon im Juni 1945 nach Greiz kam. Sein wichtigstes Verdienst bestand in der Initiierung eines Theaterensembles und im Wiederaufbau des Greizer Orchesters. Auf sein Wirken geht auch die Gründung der „Greizer Musikwochen“ zurück.
Von 1948 bis 1953 war Fritz Kunst Oberbürgermeister von Greiz.
Bei der Bürgermeisterwahl 2006 erhielt kein Bewerber im ersten Wahlgang die absolute Mehrheit. Bei der fälligen Stichwahl setzte sich bei einer Wahlbeteiligung von unter 50 % der bisherige 1. Beigeordnete Gerd Grüner (SPD) mit 54,7 % der Stimmen gegen Stadträtin Gunda Lämmer (CDU) durch.
Bei der Kommunalwahl am 22. April 2012 gab es eine Absprache zwischen der CDU und SPD. Für die Wahl des Landrates stellte die SPD des Landkreises Greiz keinen Kandidaten, während für die Bürgermeisterwahl in der Kreisstadt Greiz der CDU-Ortsverband keinen Kandidaten stellte. Gegen seine Mitbewerber von der Interessengemeinschaft für Wirtschaft und Arbeit (IWA) und Die Linke erhielt der Amtsinhaber diesmal im ersten Wahlgang mit 57,2 % der Stimmen die absolute Mehrheit. Dabei lag die Wahlbeteiligung der wahlberechtigten Greizer bei 49,3 %. Die Wahlanfechtung durch den unterlegenen IWA-Kandidaten Detlef Zietan wurde zurückgewiesen.
Bei der Bürgermeisterwahl am 15. April 2018 erhielt Alexander Schulze im ersten Wahlgang die absolute Mehrheit mit 57,1 % (5644 Stimmen). Zur Wahl waren 17892 Wahlberechtigte zugelassen und die Wahlbeteiligung lag bei 55,8 % (9982).

### Städtepartnerschaften
Die Stadt Greiz unterscheidet hier in Partnerschaften mit
- Saint-Quentin (Frankreich)
- Rokycany (dt. Rokitzan) (Tschechien)

und Patenschaften mit:
- Bad Homburg vor der Höhe (Deutschland)
- Rosenheim (Deutschland)

Zudem ist Greiz Mitglied im Städteverbund Nordöstliches Vogtland.

## Kultur und Sehenswürdigkeiten

### Theater, Musik und Museen

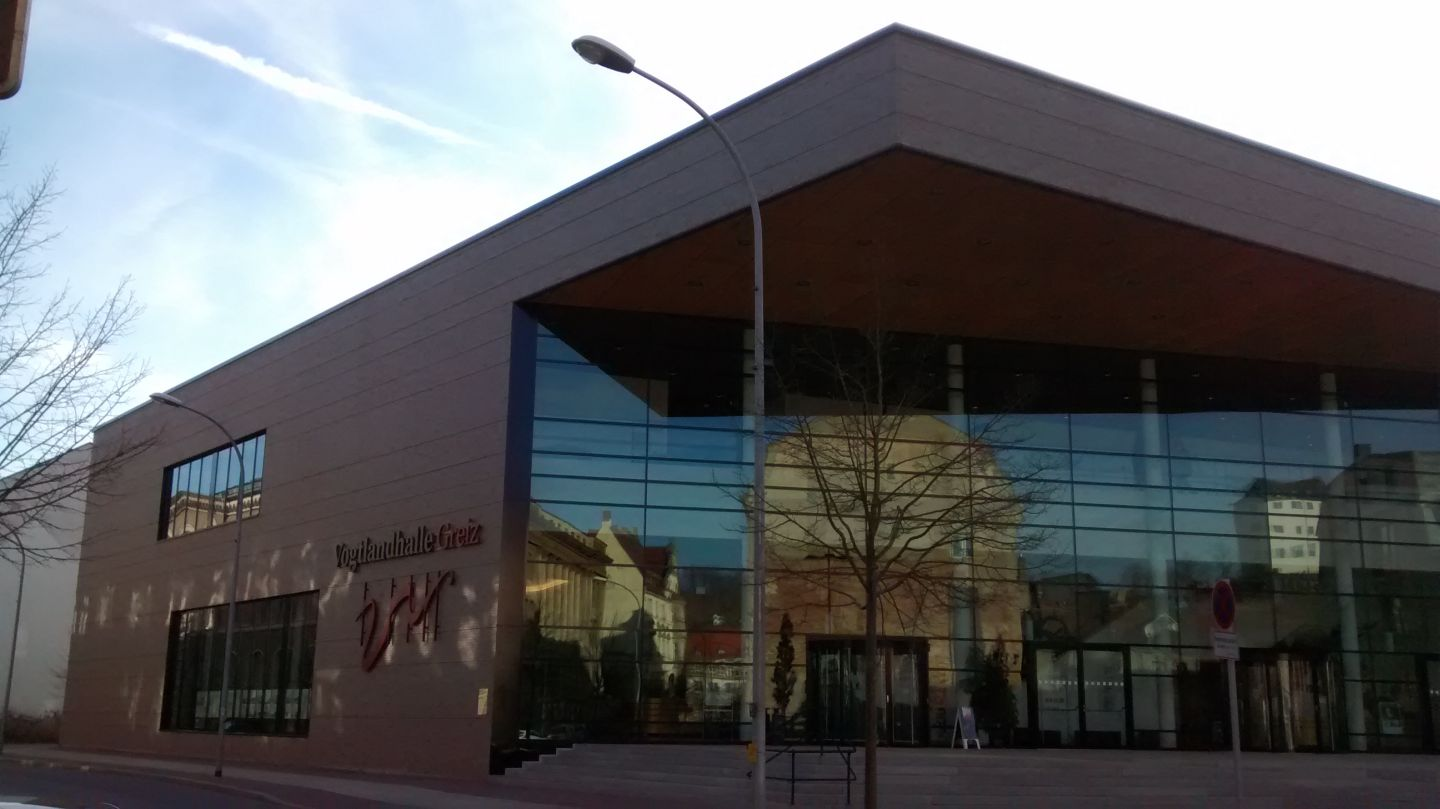
Vogtlandhalle

Greiz verfügt als ehemalige Residenzstadt über mehrere Museen und eine umfangreiche Bibliothek. Das 1899 erbaute Theater der Stadt wurde 2010 geschlossen und brannte 2011 nach einer Brandstiftung teilweise aus. Theateraufführungen finden neben anderen Veranstaltungen seither in der 2011 eröffneten Vogtlandhalle statt. Zu DDR-Zeiten wurde das Leben der Stadt durch einen Pionierchor bereichert, der den Namen Paul Dessaus trug. Dem Chor wurde von dem Komponisten eigens sein Lied „An einen jungen Künstler“ gewidmet. Der 1964 gegründete Fanfarenzug Greiz hat sich über die Grenzen Thüringens hinaus großes Renommee erarbeitet.
Im Greizer Park befindet sich das Sommerpalais, das zwischen 1779 und 1789 entstand und im frühklassizistischen Stil erbaut wurde. Maison de belle retraite, Haus des angenehmen Zurückgezogenseins, nannte der Bauherr Fürst Heinrich XI. (1722–1800) in einer Giebelinschrift seine Sommerresidenz. Das Palais wurde jüngst umfassend nach historischen Befunden restauriert und ist zu besichtigen. Neben dem Sommerpalais liegt das Parkküchenhaus, in dem sich heute ein Café befindet.

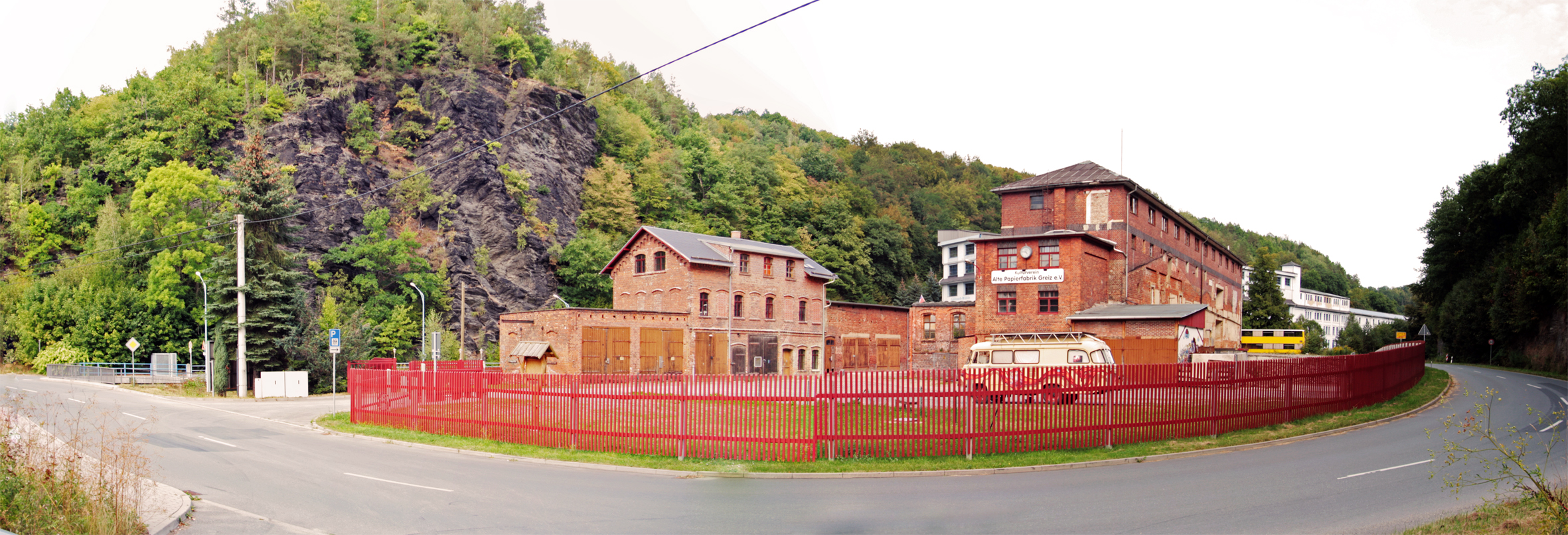
Ehem. Göltzschtalbrauerei, heute der Kulturverein Alte Papierfabrik

Seit 1922 beherbergt es die Staatliche Bücher- und Kupferstichsammlung Greiz, die Stiftung der Älteren Linie des Hauses Reuß und das Satiricum. Diese fürstliche Büchersammlung umfasst Bestände des Grafen Heinrich XI. zu Obergreiz (1722–1800) aus der Zeit um 1747. Die Bibliothek hat einen umfangreichen Bestand an theologischen, historischen und naturwissenschaftlichen Werken, Enzyklopädien und Reisebeschreibungen. Illustrierte Bücher, Publikationen über Architektur und Gartenkunst, aber auch Sammlungen von Werken der französischen Aufklärung sind Bestandteil der Bibliothek. Im späten 18. Jahrhundert kamen Schriften zur Französischen Revolution hinzu. Heute umfasst der Bestand der Staatlichen Bücher- und Kupferstichsammlung etwa 40.000 Exemplare des 16. bis 21. Jahrhunderts.

### Bauwerke
Stadtprägend ist der Schlossberg mit dem Oberen Schloss. Es ist im Kern mittelalterlich, musste aber nach einem Brand im Jahre 1540 wiedererrichtet werden (im Stil der Renaissance) und wurde im 18. Jahrhundert weiter ausgebaut.
Die Innenstadt gliedert sich in zwei Teile: östlich der Elster, zwischen Schlossberg und den Talhängen der Elster liegt die Altstadt, deren mittelalterliche Häuser fast vollständig von Bauten der Gründerzeit ersetzt wurden. Westlich der Elster liegt die Neustadt, mit der repräsentativen Carolinenstraße als Hauptstraße. Die Neustadt entstand im späten 19. Jahrhundert und stellt ein geschlossenes Gründerzeitensemble dar.

Häuser aus der Gründerzeit in der Altstadt
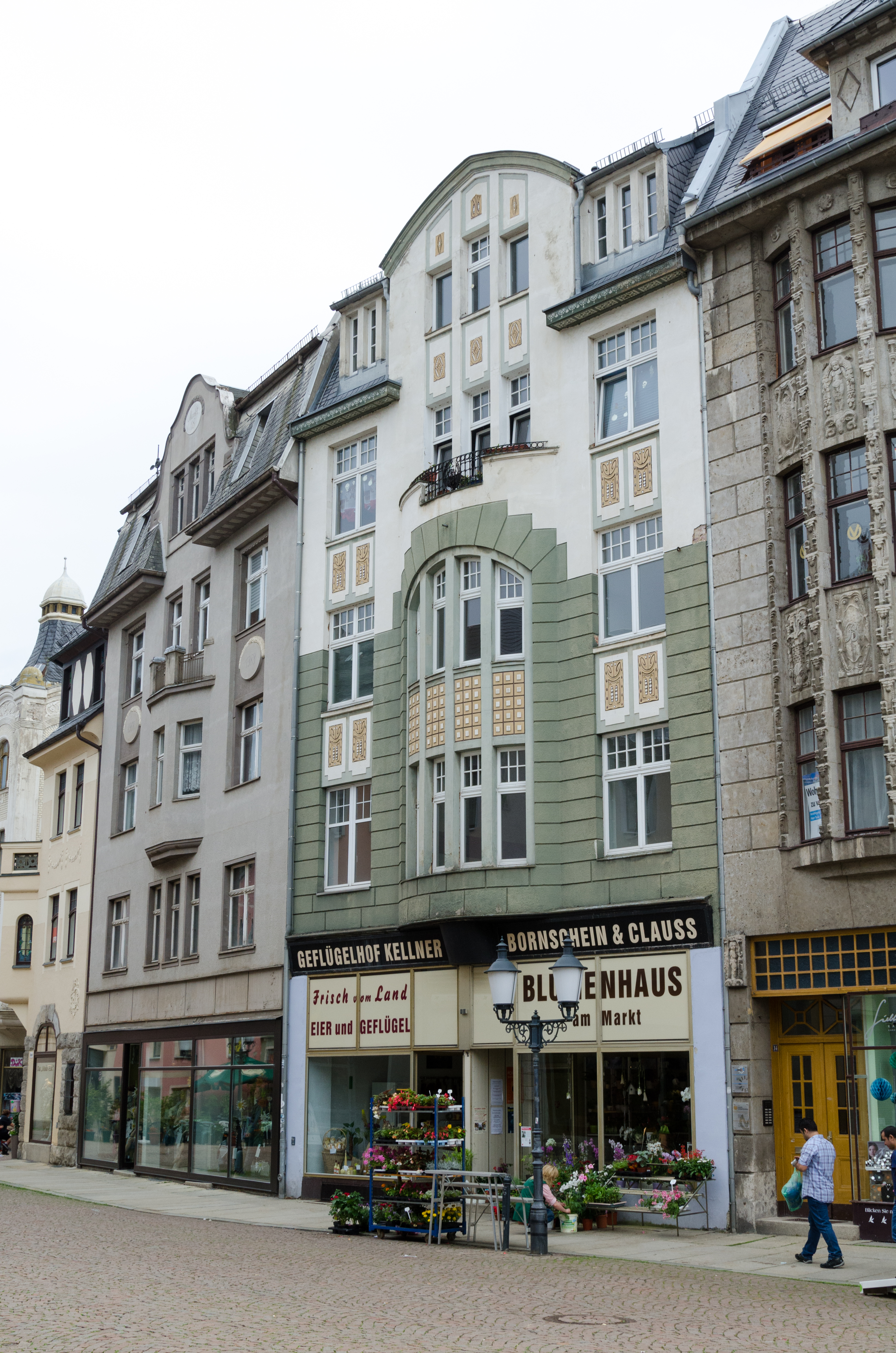
Markt
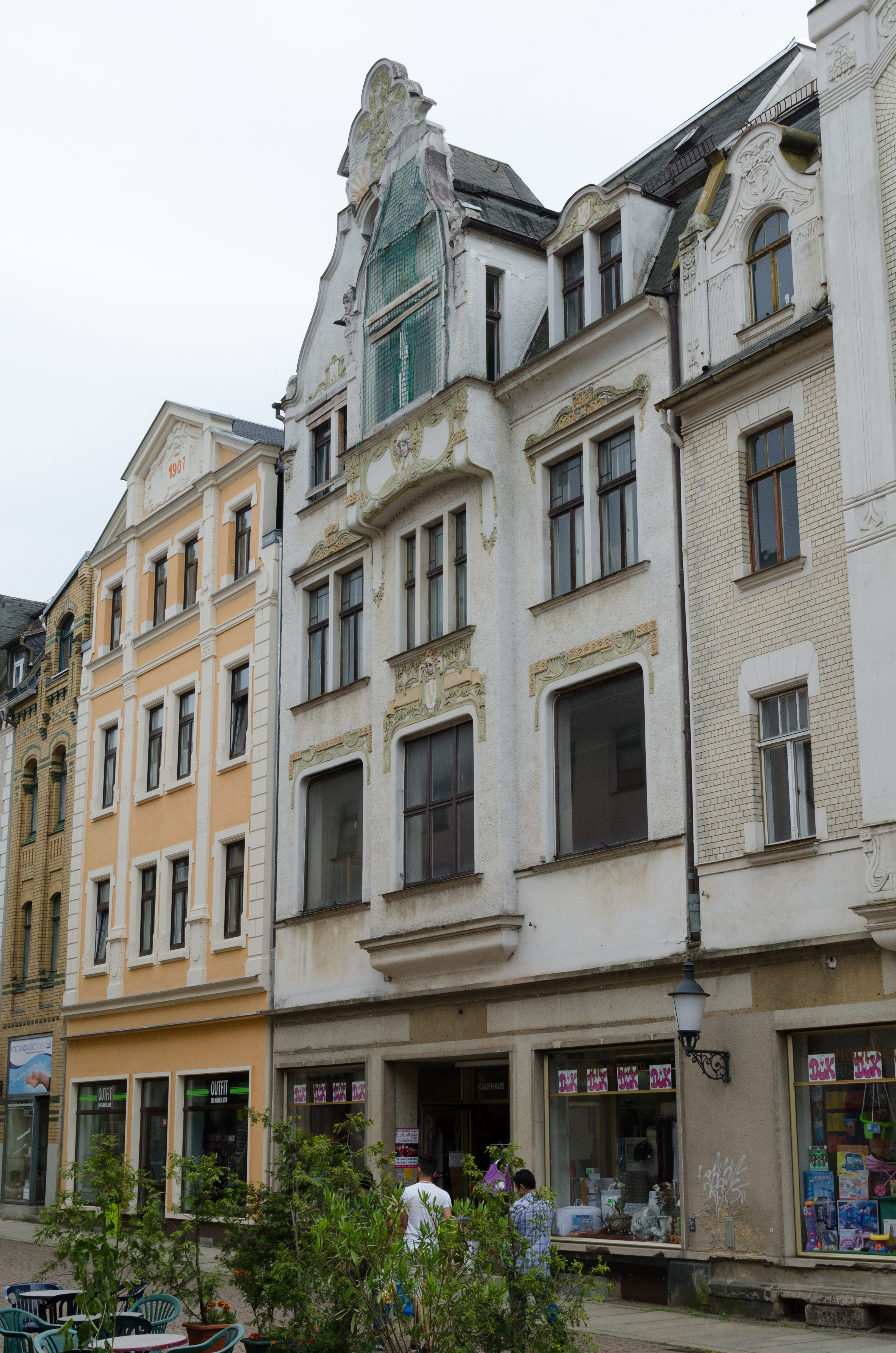
Marktstraße
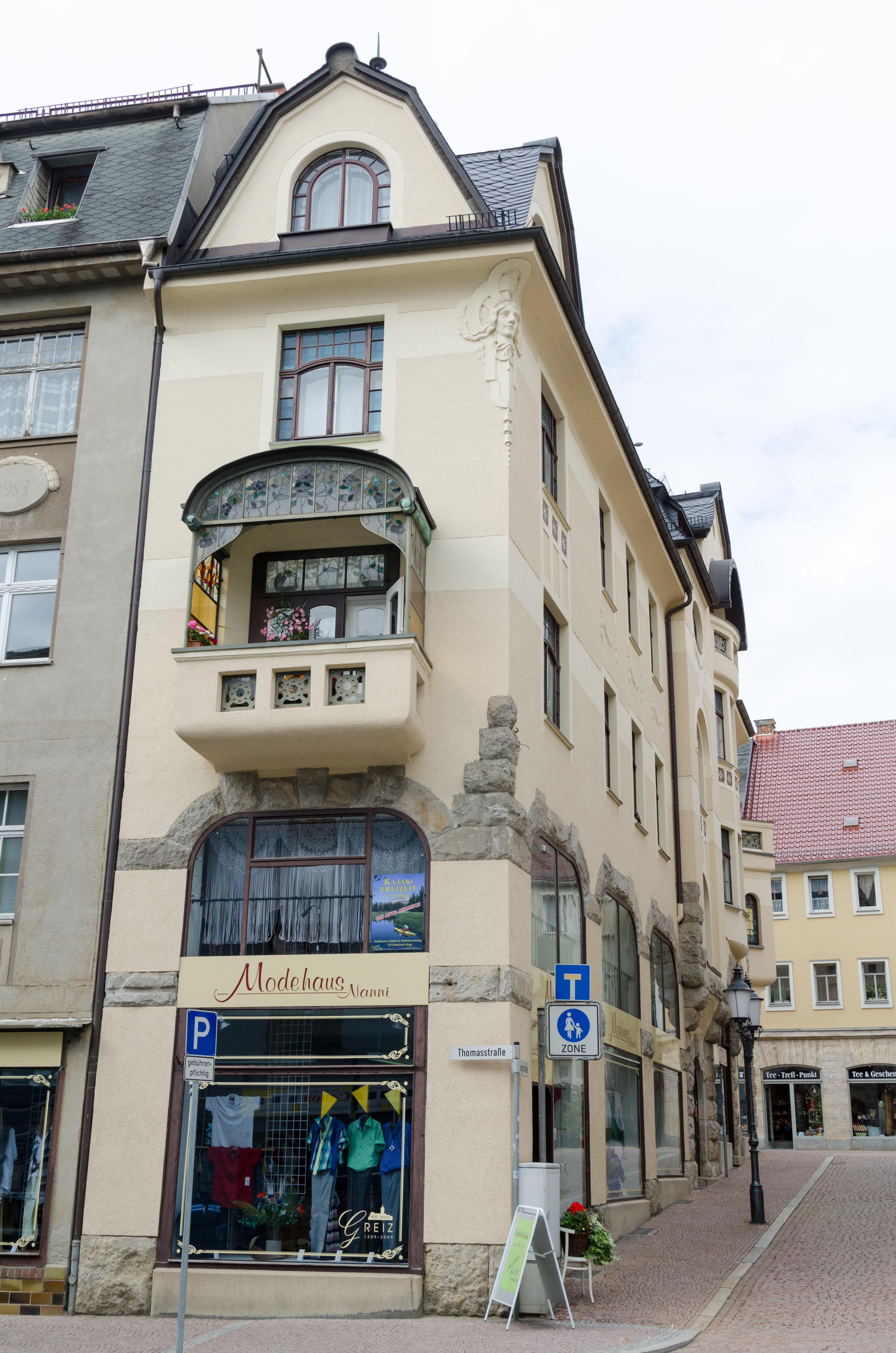
Burgstraße
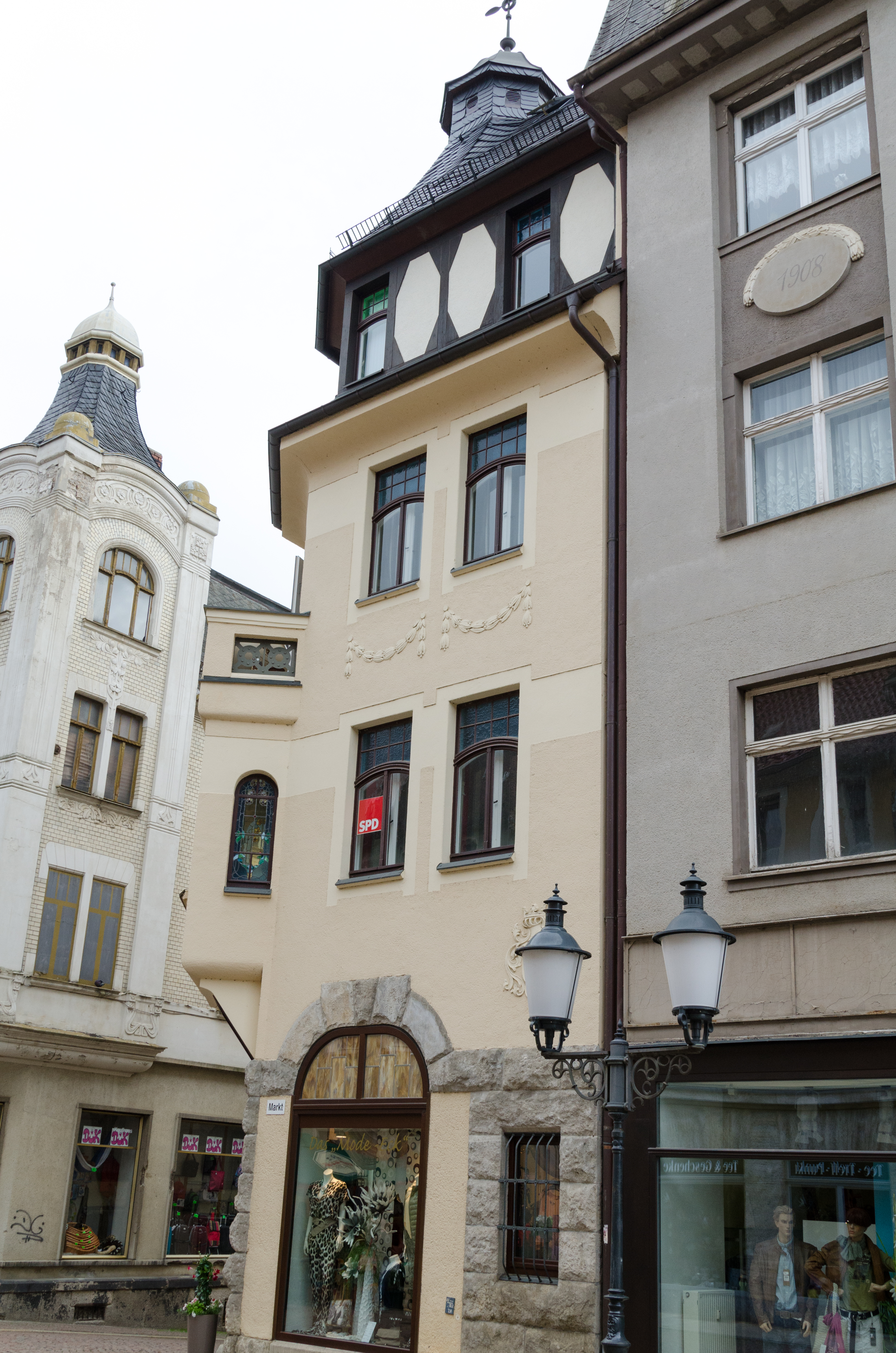
Burgstraße
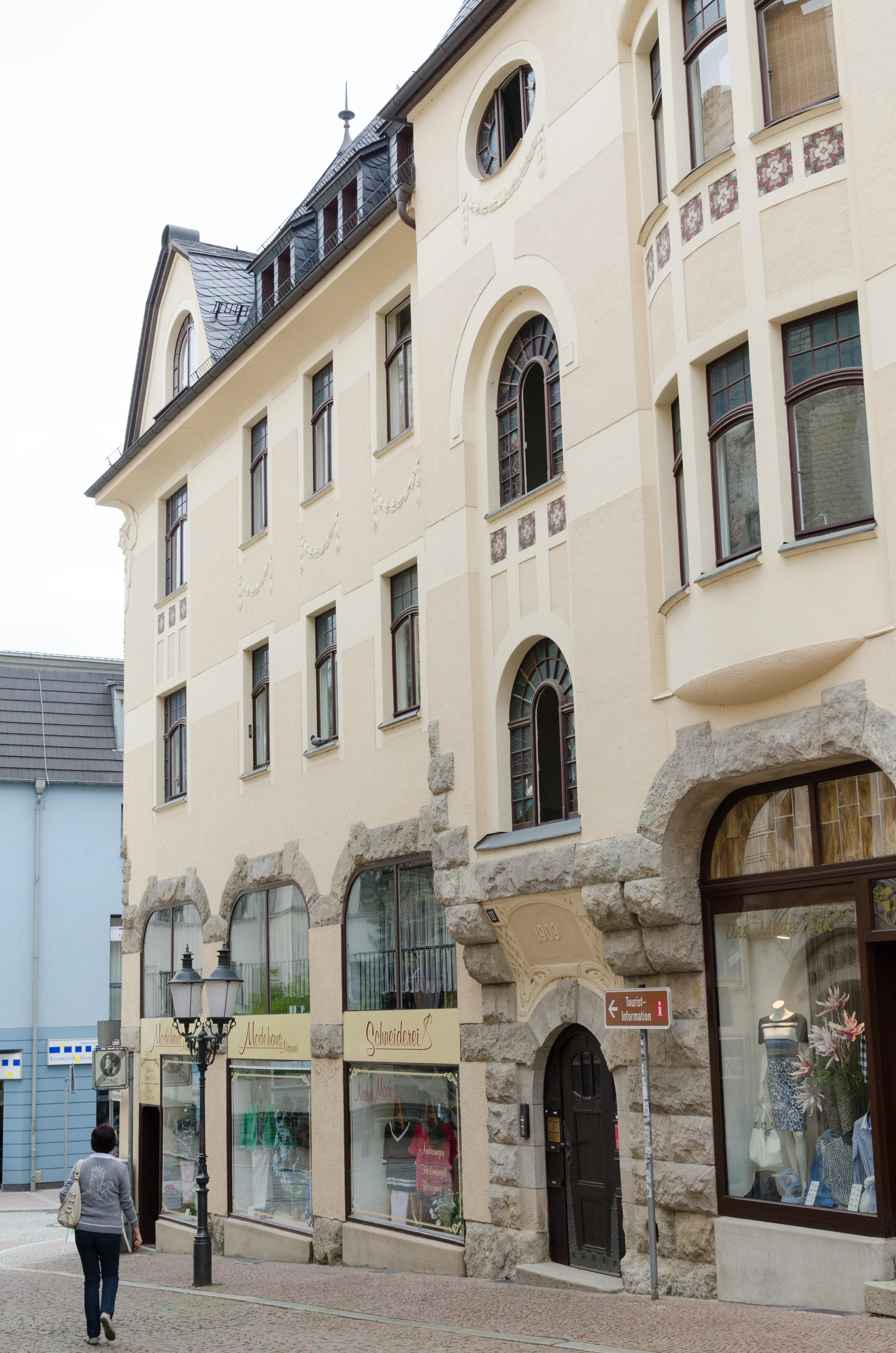
Burgstraße
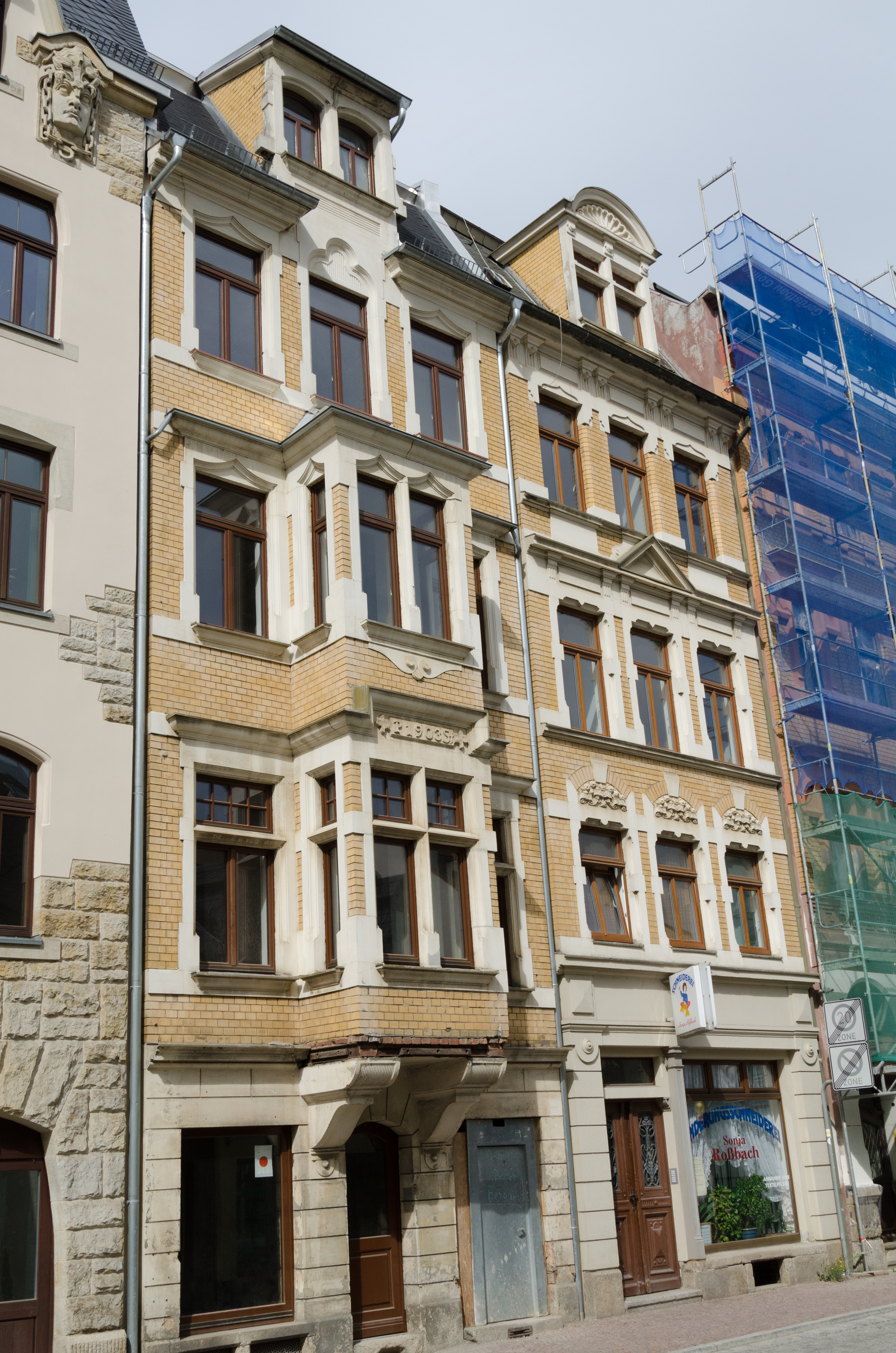
Thomasstraße
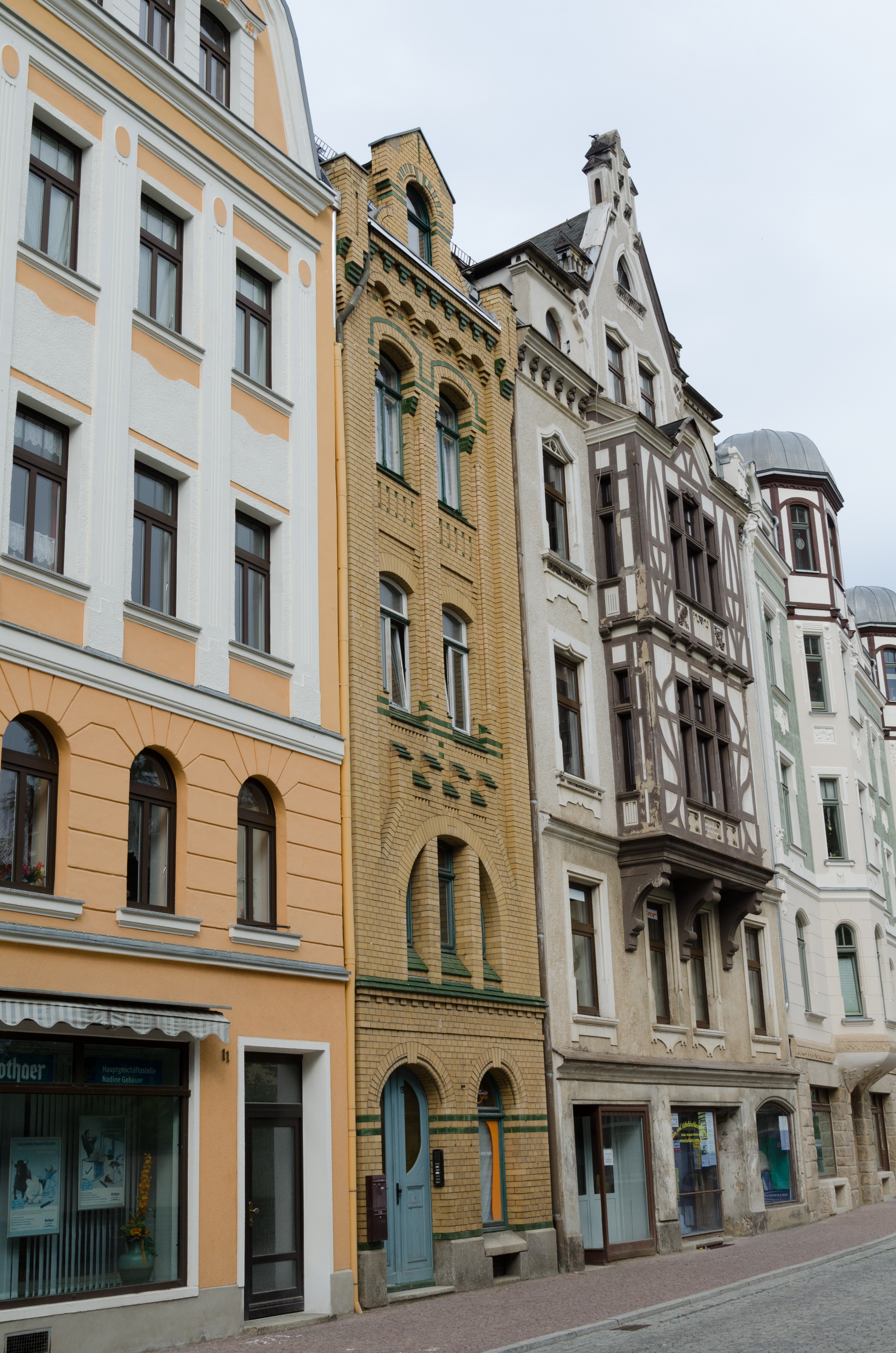
Thomasstraße

Ein bekanntes Fotomotiv ergibt sich vom Bahnhof aus; durch den Schlossberg wurde ein Tunnel für die Bahnstrecke nach Gera gegraben. In dem Oberen Schloss befand sich ein bedeutender Teil des Thüringer Staatsarchivs. Nach dem Umzug des Archivs auf das unterhalb des Schlossbergs liegende Gelände des ehemaligen VEB Herdas werden die ehemaligen Archivräume auf dem Oberen Schloss restauriert. Das Untere Schloss ist neueren Datums, es wurde im 16. Jahrhundert erbaut und nach dem Brand von 1802 in den Jahren danach bis 1809 im klassizistischen Stil neu aufgebaut. Das Untere Schloss beherbergt heute die Museen der Schloss- und Residenzstadt Greiz, Musikschule und die Tourist-Information Greiz.

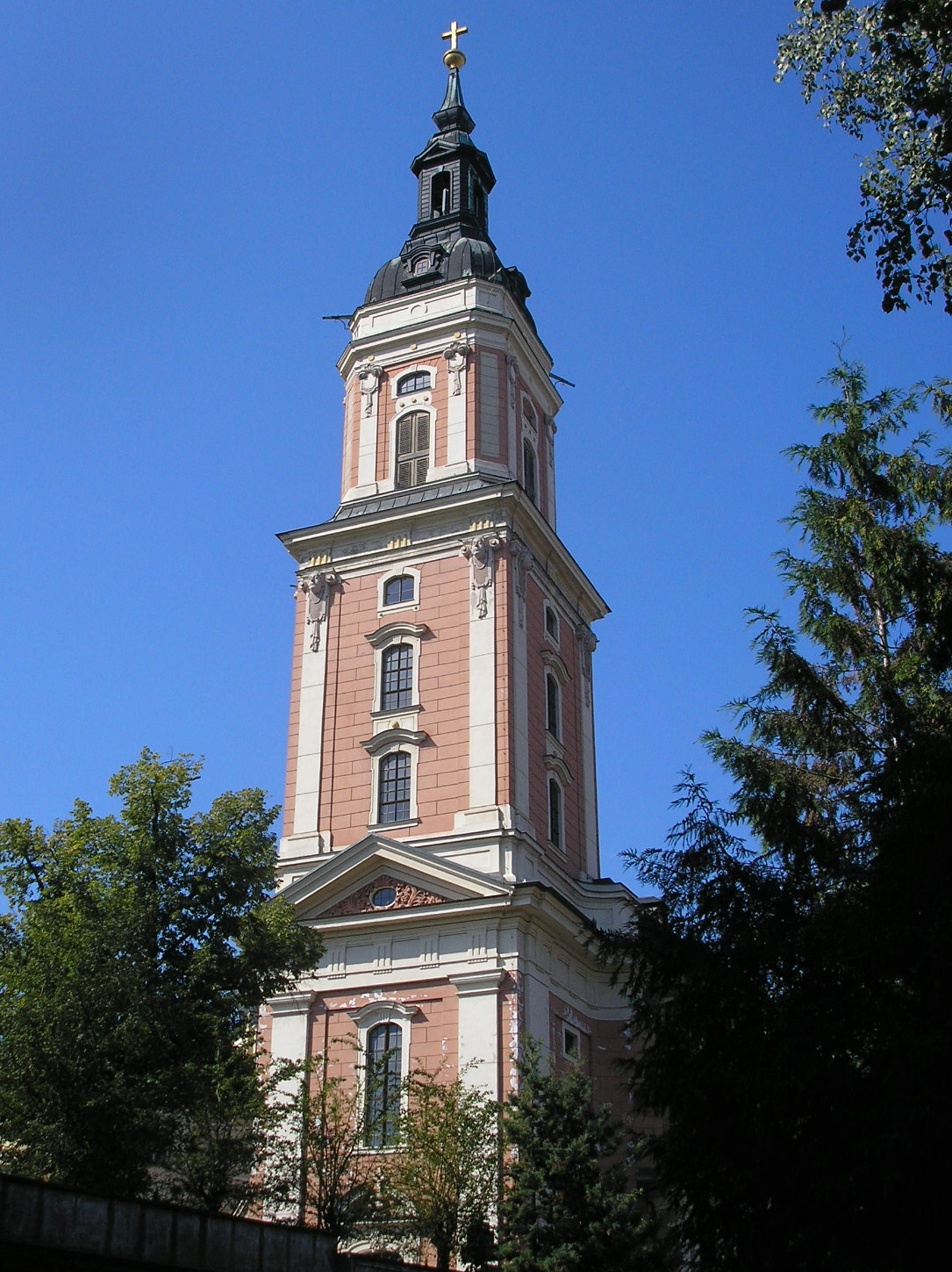
Turm der Stadtkirche St. Marien

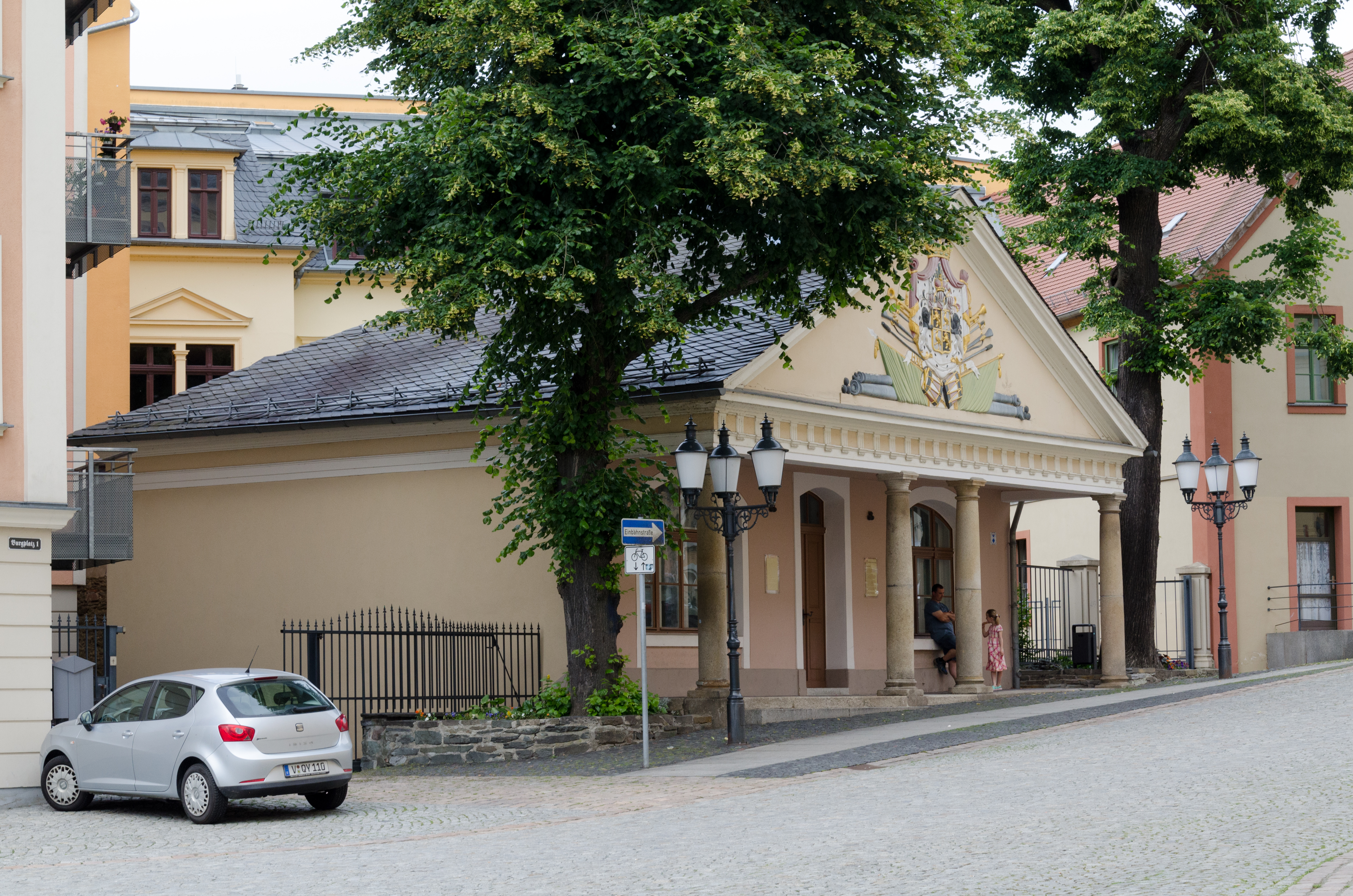
Hauptwache (Alte Wache)

Die evangelische Stadtkirche St. Marien wurde 1225 das erste Mal urkundlich erwähnt. Sie wurde nach dem Stadtbrand von 1802, der auch eine der größeren Silbermann-Orgeln mit zerstörte, im klassizistischen Stil wiederaufgebaut. Architekt war Christian Friedrich Schuricht, der die Kirche und das Untere Schloss direkt aneinanderbaute. Dabei befindet sich der Turm nicht an der Westfassade, sondern an der Ostfassade über dem Chor. Erst 1881, nachdem jahrzehntelang eine Interimsorgel benutzt wurde, konnte eine angemessene Orgel durch Urban Kreutzbach aus Borna eingebaut werden, die 1919 durch die Firma Jehmlich aus Dresden umgebaut und erweitert und damit die größte Kirchenorgel Ostthüringens wurde. Das klassizistische Innenbild der Kirche blieb bis heute weitestgehend erhalten. Unter der Kirche liegt die zugemauerte Gruft der Fürsten und Grafen von Reuß älterer Linie.
Neben dem Unteren Schloss und der Stadtkirche liegt die Hauptwache, ein klassizistischer Bau, der heute für Trauungen genutzt wird. Neben der Hauptwache steht der Röhrenbrunnen aus dem Jahr 1820. Vervollständigt wird die klassizistische Stadtsilhouette am Ufer der Elster durch die Lessing-Regelschule östlich des Unteren Schlosses. Dieses Gebäude wurde 1874/75 als Lyzeum errichtet und ist eine dreigeschossige, dreiflügelige Anlage.

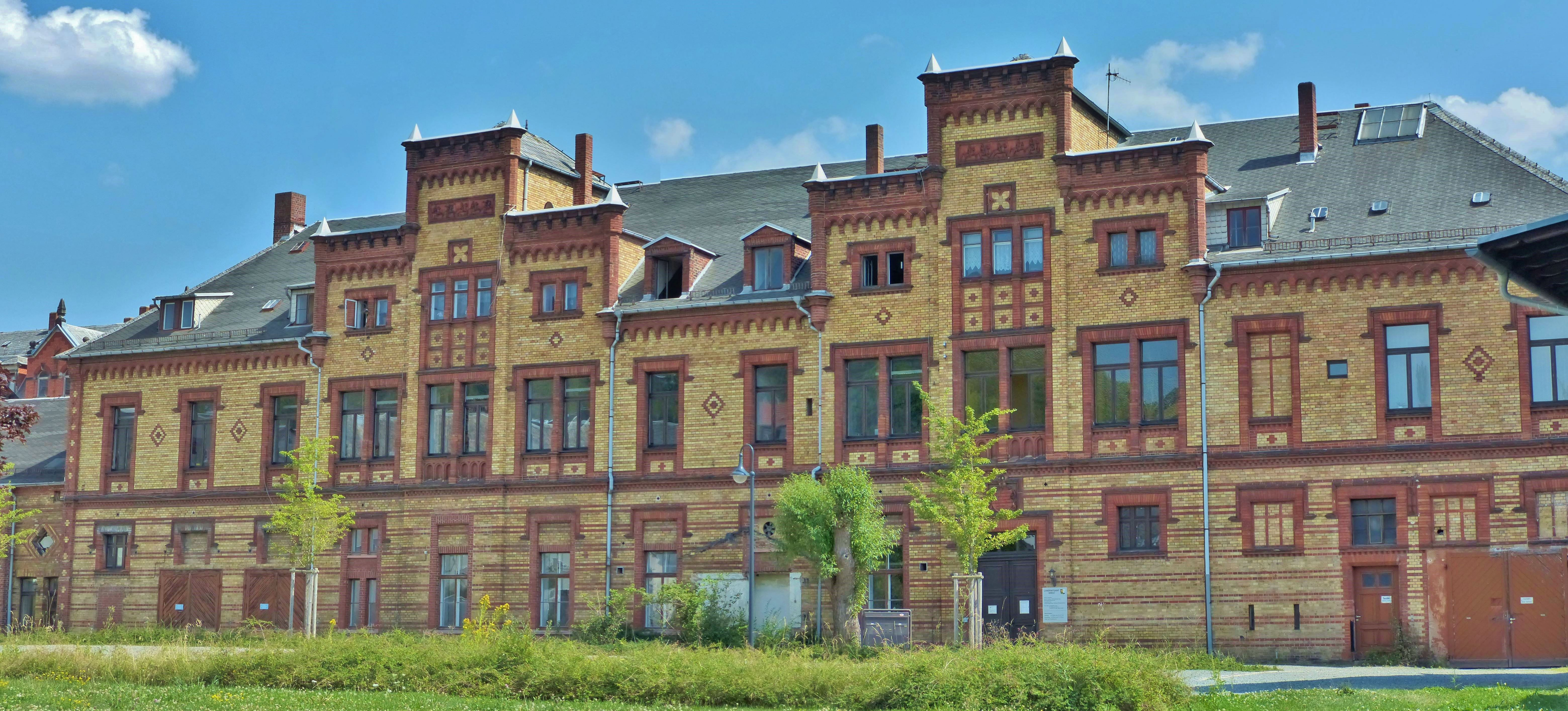
Marstall Greiz

Der 1870 erbaute Fürstlich-Reußische Marstall ist ein lang gestreckter Bau aus gelbem Backstein mit reich gegliederter und mit rotem Backsteindekor geschmückter Fassade. Die Villa Wilhelm Eilers besteht seit 1882. Das Justizgebäude (Amtsgericht) entstand als massiger Baukörper in vereinfachter Formensprache in den Jahren 1910–1912 nach Plänen des Architekten Alois Holtmeyer. In Greiz gibt es eine große Anzahl von Wohngebäuden im historistischen Stil und im Jugendstil. Letztere findet man insbesondere in der Thomasstraße, Burgstraße, Marktstraße, Waldstraße und Leonhardtstraße. In der Prof.-Dr.-Friedrich-Schneider-Straße 4 gibt es ein besonders frühes Beispiel von Art-déco-Architektur (erbaut 1911).
Die Freitreppe Himmelsleiter führt nach Pohlitz.

Jugendstil in Greiz
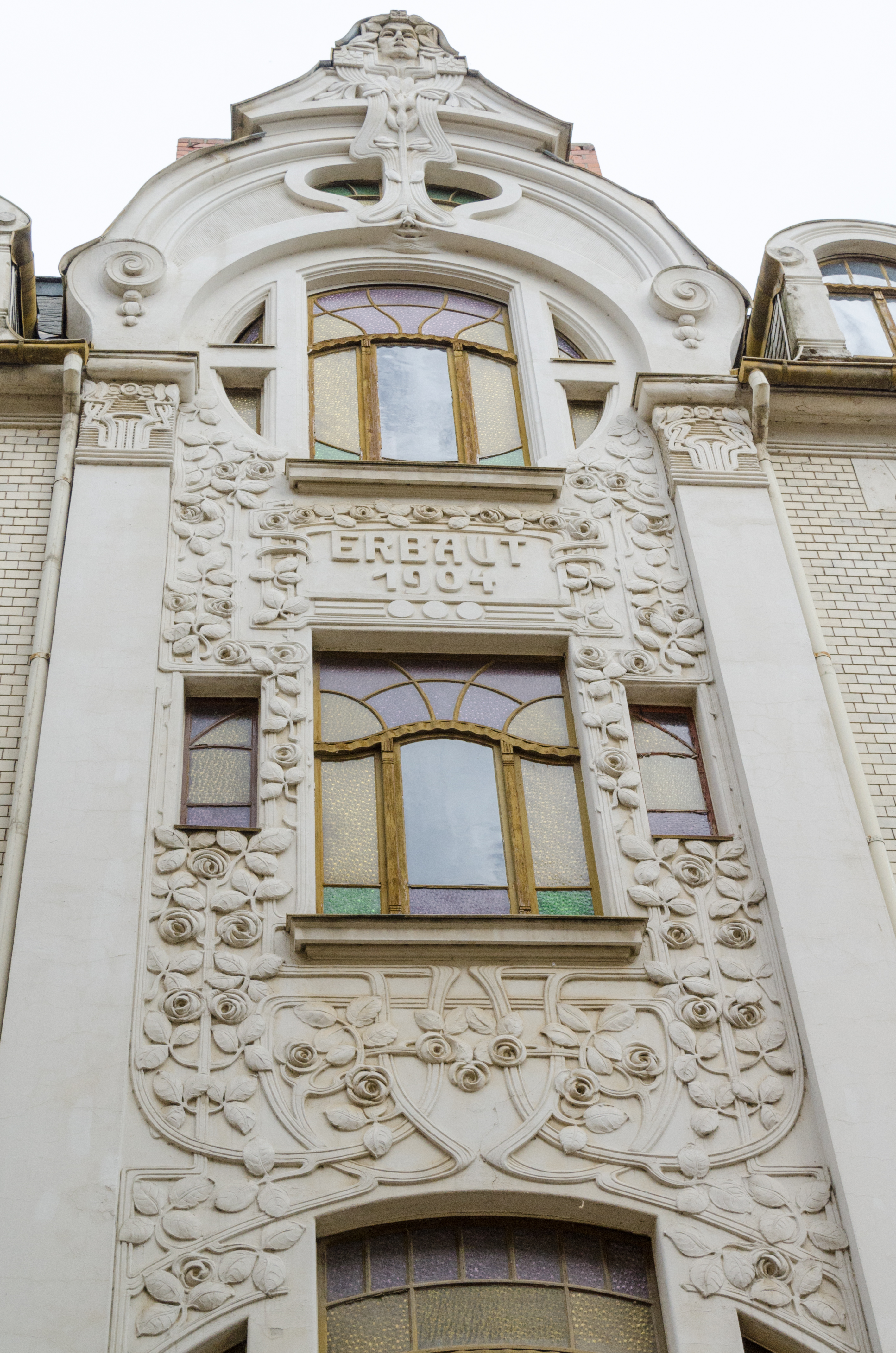
Burgstraße 5
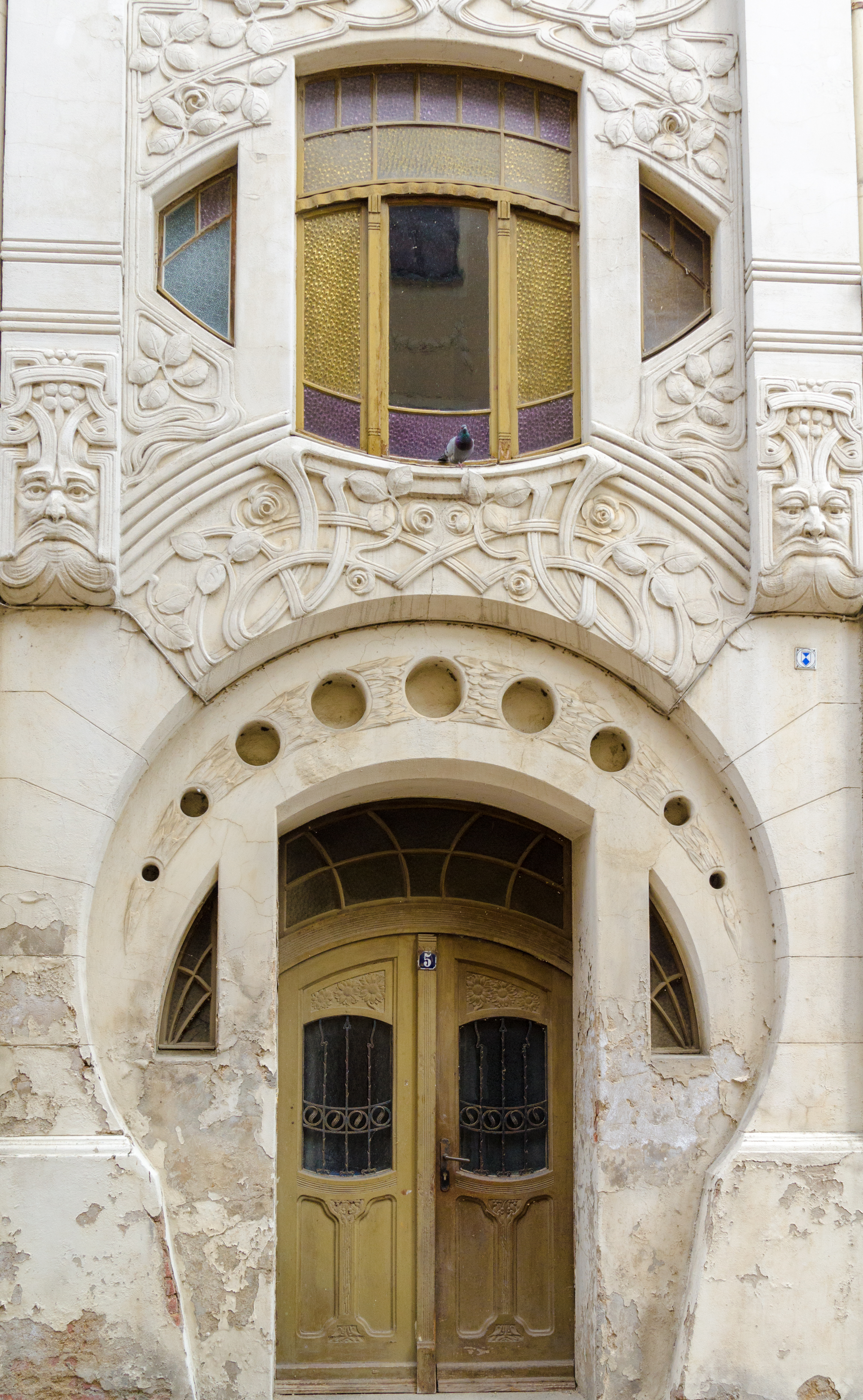
Burgstraße 5
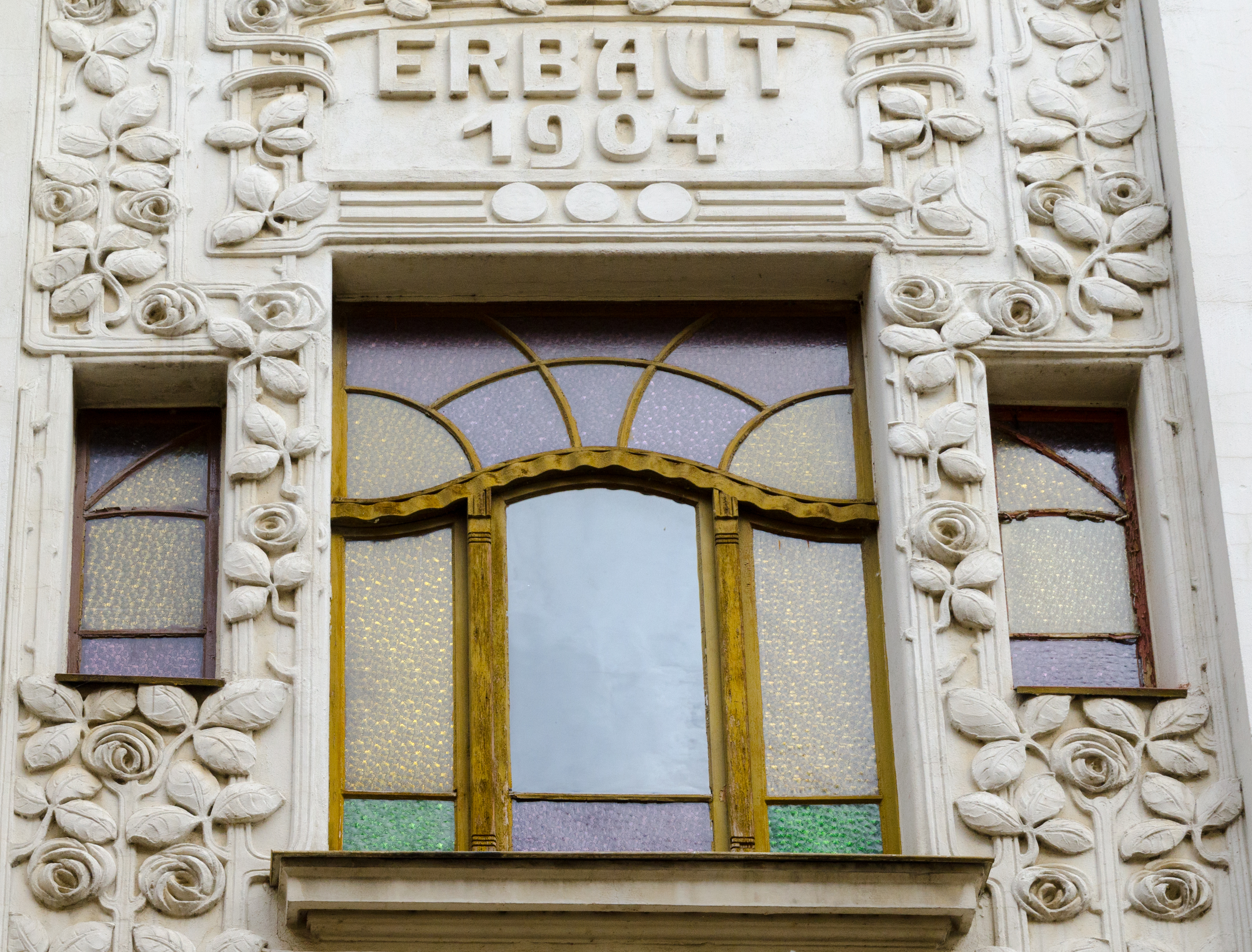
Burgstraße 5
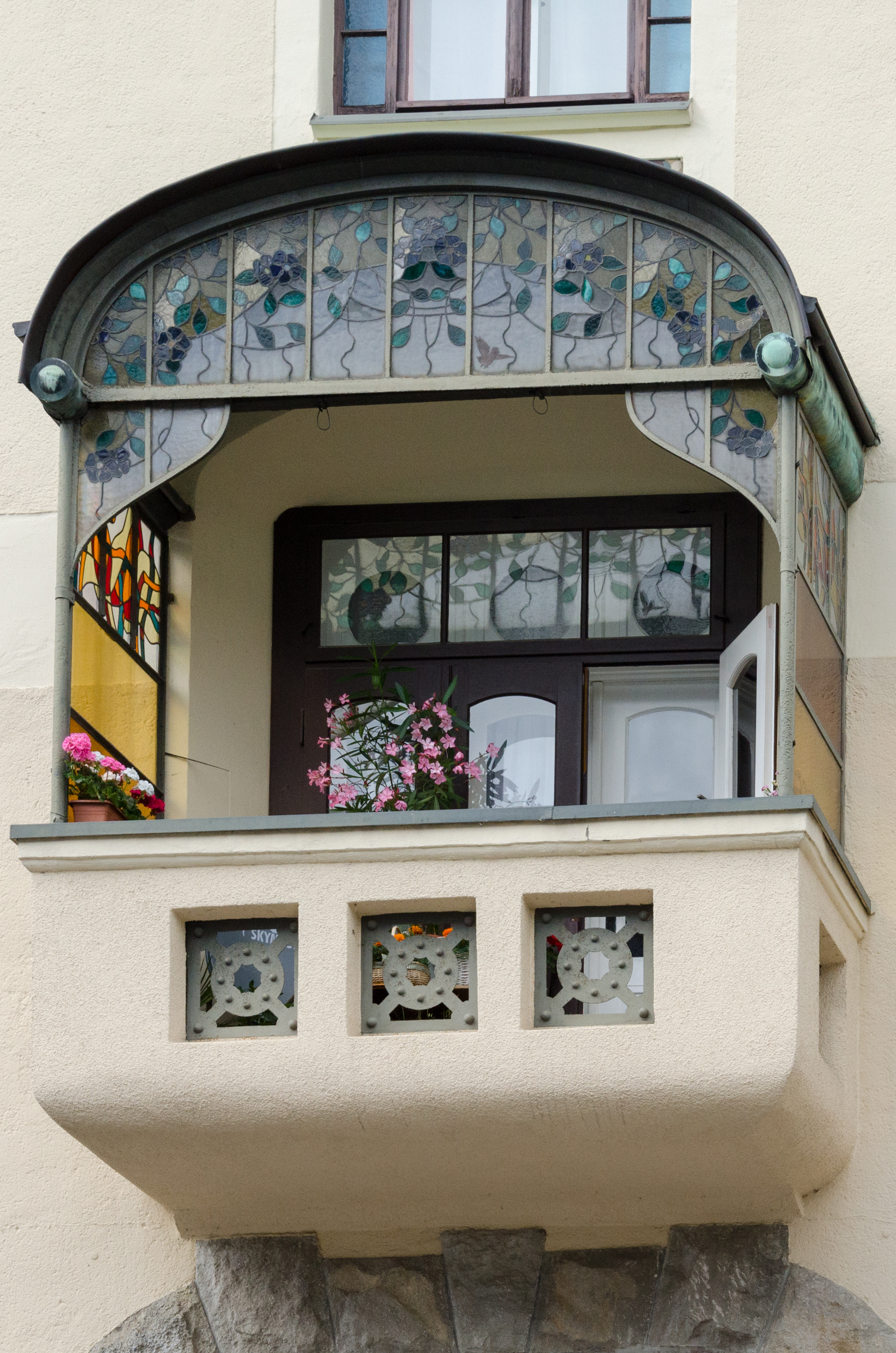
Burgstraße 8
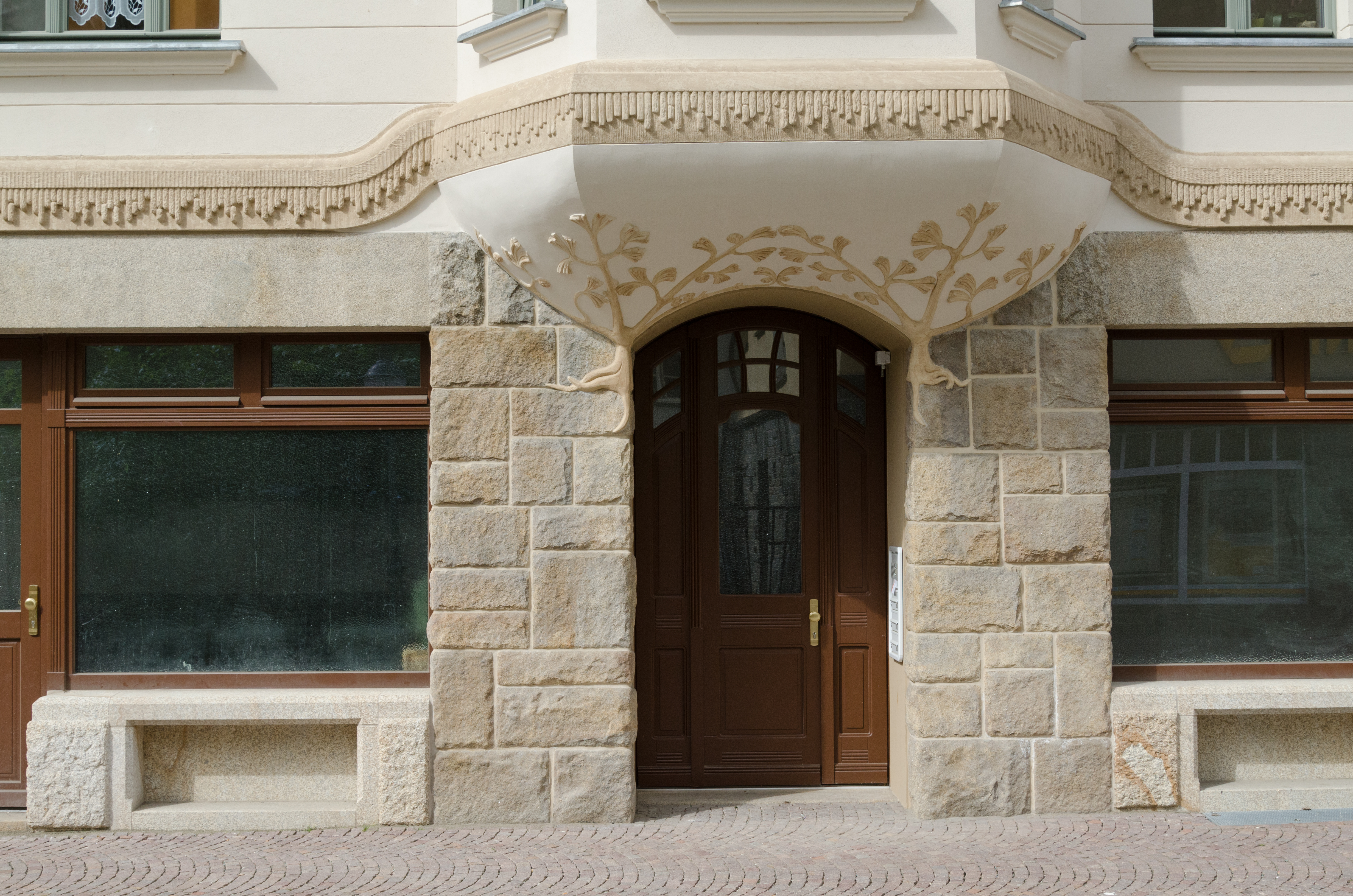
Thomasstraße 15

### Parks

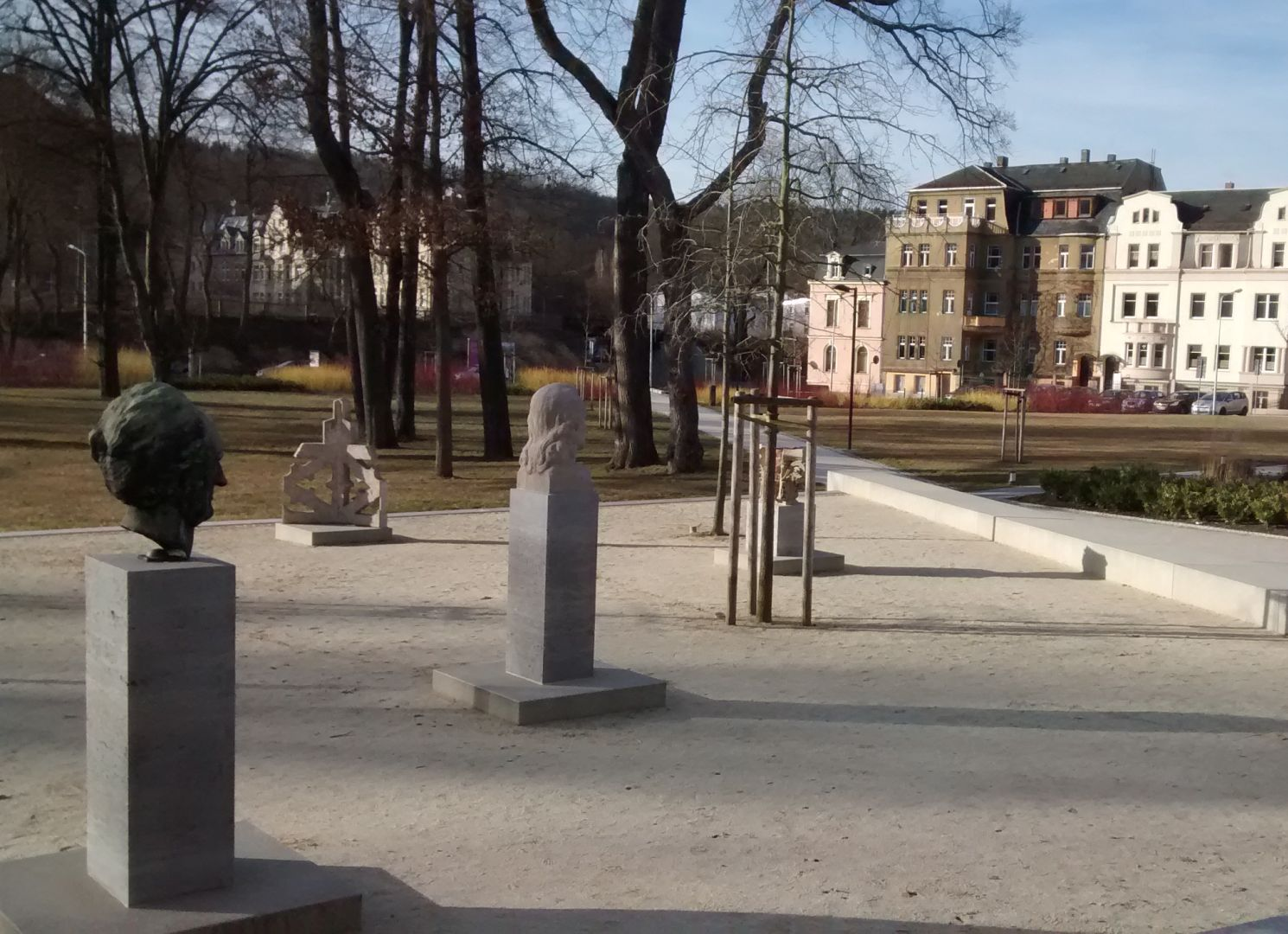
Büsten von Goethe und Schiller
im Goethepark

Der Fürstlich Greizer Park, zu DDR-Zeiten in „Leninpark“ umbenannt, zählt zu den schönsten Landschaftsparks Thüringens. Er entstand bereits um 1650 als Küchengarten und wurde später mehrmals umgestaltet. Seine heutige Gestalt erhielt der Greizer Park in den Jahren 1873 bis 1876. Wie bei anderen höfischen Parkanlagen dieser Zeit ist er im englischen Stil angelegt. In diesem Park befinden sich das Sommerpalais und das Küchenhaus.
1978 wurde am Eingang des Parks die Denkmalsskulptur „Befreiung“ des Künstlers Jürgen Raue aufgestellt. In der Vorbereitung auf die im Landkreis Greiz veranstaltete BUGA wurde die Skulptur 2006 auf den Alten Friedhof versetzt. Der Fürstlich Greizer Park wurde ein Außenstandort der Bundesgartenschau 2021 in Erfurt.
Es gibt weiterhin noch:
- den Stadtpark, eine Parklandschaft in der Nähe des Greizer Krankenhauses
- den Park um den Hirschteich, am Ortsausgang in Richtung Mohlsdorf
- den Goethepark in der Nähe des Bahnhofes

Greiz trägt daher auch den Beinamen Park- und Schlossstadt.

### Sport

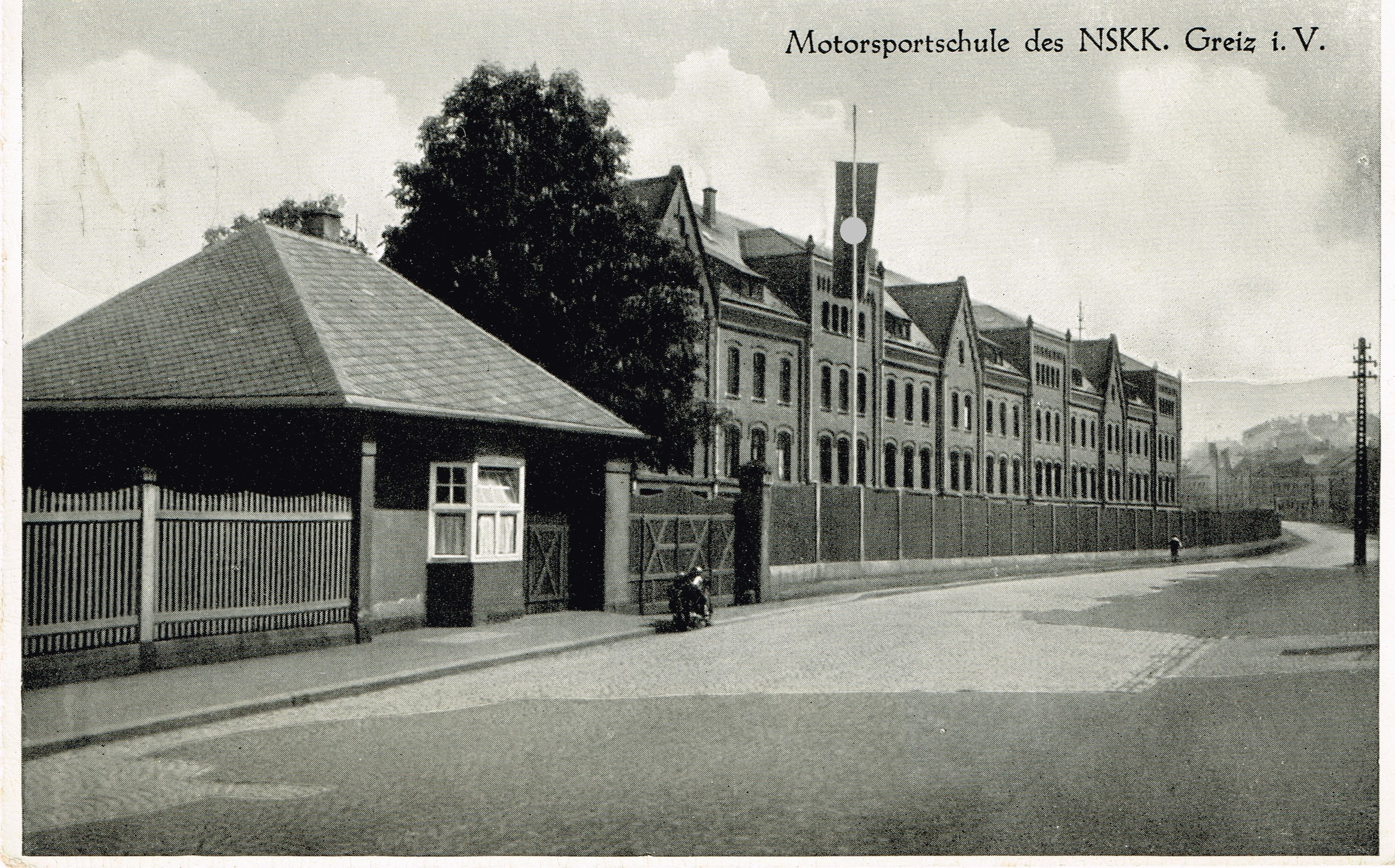
Motorsportschule NSKK Greiz 1936

Sportliches Aushängeschild der Stadt ist der RSV Rotation Greiz (Ringen). Der 1931 gegründete Verein stieg im Jahre 2000 in die 1. Ringer-Bundesliga auf und schaffte 2002 mit dem Erreichen des Playoff-Halbfinales um die deutsche Meisterschaft den größten Erfolg der Vereinsgeschichte. Nach dem Rückzug in die Drittklassigkeit aus finanziellen Gründen ist der Verein seit Herbst 2006 wieder in der 2. Bundesliga zu finden. 2018 stieg die 1. Mannschaft wieder in die 1. Ringer-Bundesliga auf und kämpft dort in der Staffel Südost. Weitere größere Vereine sind der aktuell in der Landesklasse Ost spielende 1. FC Greiz (Fußball), der VfB Greiz (Tischtennis und Badminton), der 1. SSV Greiz (Basketball), der Tauchclub TC Chemie Greiz sowie der 1. Schwimmklub Greiz. Außerdem liegt Greiz am Elster-Radweg. Auch der Schachsport hat Greiz eine lange Tradition und brachte unter anderem den internationalen Großmeister Lutz Espig hervor.

### Regelmäßige Veranstaltungen

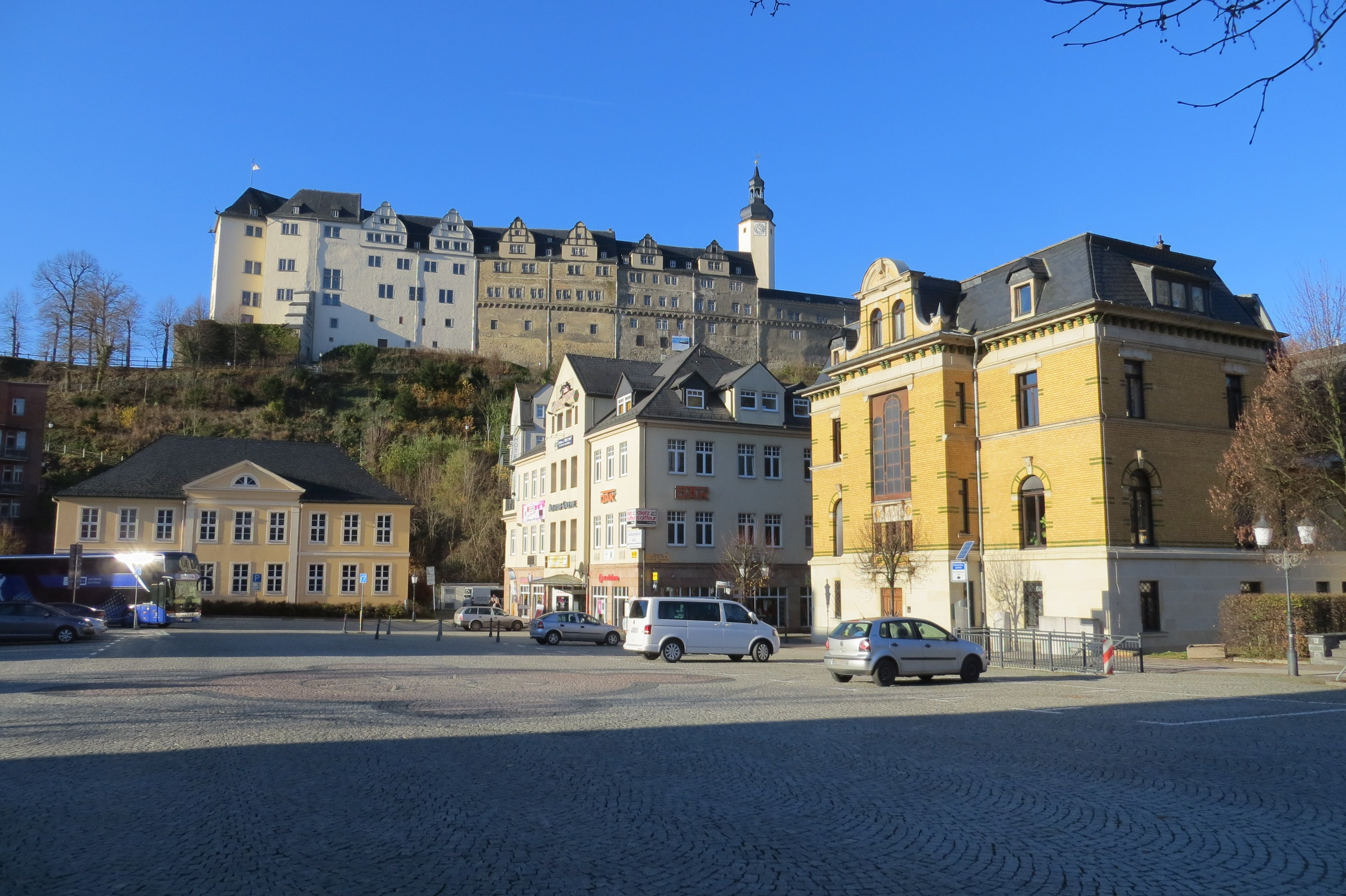
Der Von-Westernhagen-Platz dient auch Veranstaltungen

Im Gartensaal des Sommerpalais gibt es in den Sommermonaten zahlreiche Ausstellungen und Konzerte. Ausgehend von einer Sammlung mit über 10.000 DDR-Karikaturen fanden im Sommerpalais seit 1975 Biennalen der Karikatur statt, die seit 1994 als Triennale veranstaltet werden und in ihrer Form einzigartig im deutschen Sprachraum sind.
Zu den jährlich wiederkehrenden Veranstaltungen zählen ferner:
- Mai: Greizer Jazzwerk – Internationales Jazzfestival; Mittelalterspektakel auf dem Oberen Schloss
- Juni: Park- und Schlossfest
- August: Pappe Open Air – Alte Papierfabrik Greiz e. V., Kultur- und Museumsnacht
- September: Greizer Theaterherbst, Ökumenisches Straßenfest, Brauereifest, Sekt in the City (Einkaufsnacht)
- Oktober: Greizer Treffen; Greizer Neustadtfest; Musik- und Bibeltage in der Stadtkirche
- November: Greizer Herbstlauf; Großer Herbstmarkt zum Buß- und Bettag
- Dezember: Greizer Weihnachtsmarkt im Schlossgarten; Winterzauber im Sommerpalais; Greizer Fürstenweihnacht im Unteren Schloss; Silvesterkonzert der Vogtland Philharmonie Greiz Reichenbach und in der Stadtkirche; Greizer Winterdorf

## Wirtschaft und Infrastruktur

### Wirtschaft
Greiz entwickelte sich in der 2. Hälfte des 19. Jahrhunderts zum bedeutenden Industriestandort mit Webereien (z. B. Firma Arnold), der Textilveredelung (Firma Georg Schleber AG), der Papierherstellung (Firma Günther), der chemischen Industrie in Greiz-Dölau (heute Nouryon) und des Maschinenbaus. Auch in der DDR behielt Greiz diesen Status und baute ihn teilweise noch aus.
Bedingt durch eine fehlende Umweltgesetzgebung früherer Zeiten und der laschen Handhabung in der DDR sowie der Tallage der Stadt hatte diese in der Vergangenheit eine sehr schlechte Luftqualität. Diese verbesserte sich nach der Wiedervereinigung.
Einer der größten Arbeitgeber ist die Spaleck Gruppe, die 1869 in Greiz gegründet wurde.

### Öffentliche Einrichtungen

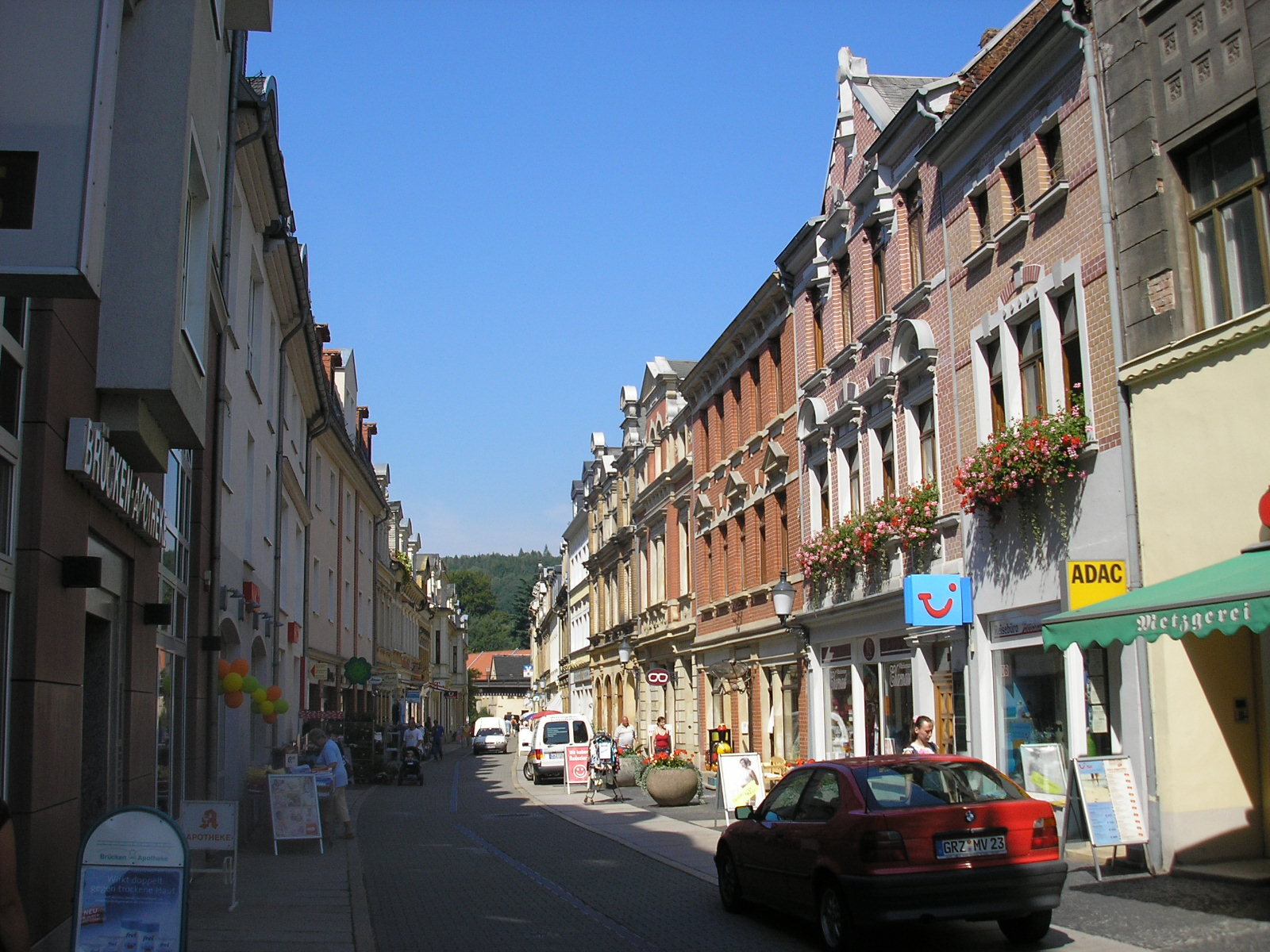
Brückenstraße,
Hauptgeschäftsstraße von Greiz

Die Stadt ist Sitz des Amtsgerichts Greiz, das zum Bezirk des Landgerichts Gera gehört. Bis 1919 bestand ein eigenständiges Landgericht Greiz. Vorgänger des Amtsgerichts war das Justizamt Greiz. Für weitere historische Gerichte der Stadt siehe Gerichte in Reuß älterer Linie. Bis 1923 bestand die Handelskammer für das Fürstentum Reuß älterer Linie.

### Wasserver- und Abwasserentsorgung
Greiz ist Mitglied im Zweckverband Trinkwasserversorgung und Abwasserbeseitigung Weiße Elster - Greiz. Dieser übernimmt die Trinkwasserversorgung und die Abwasserentsorgung der Stadt.

### Gesundheitsversorgung

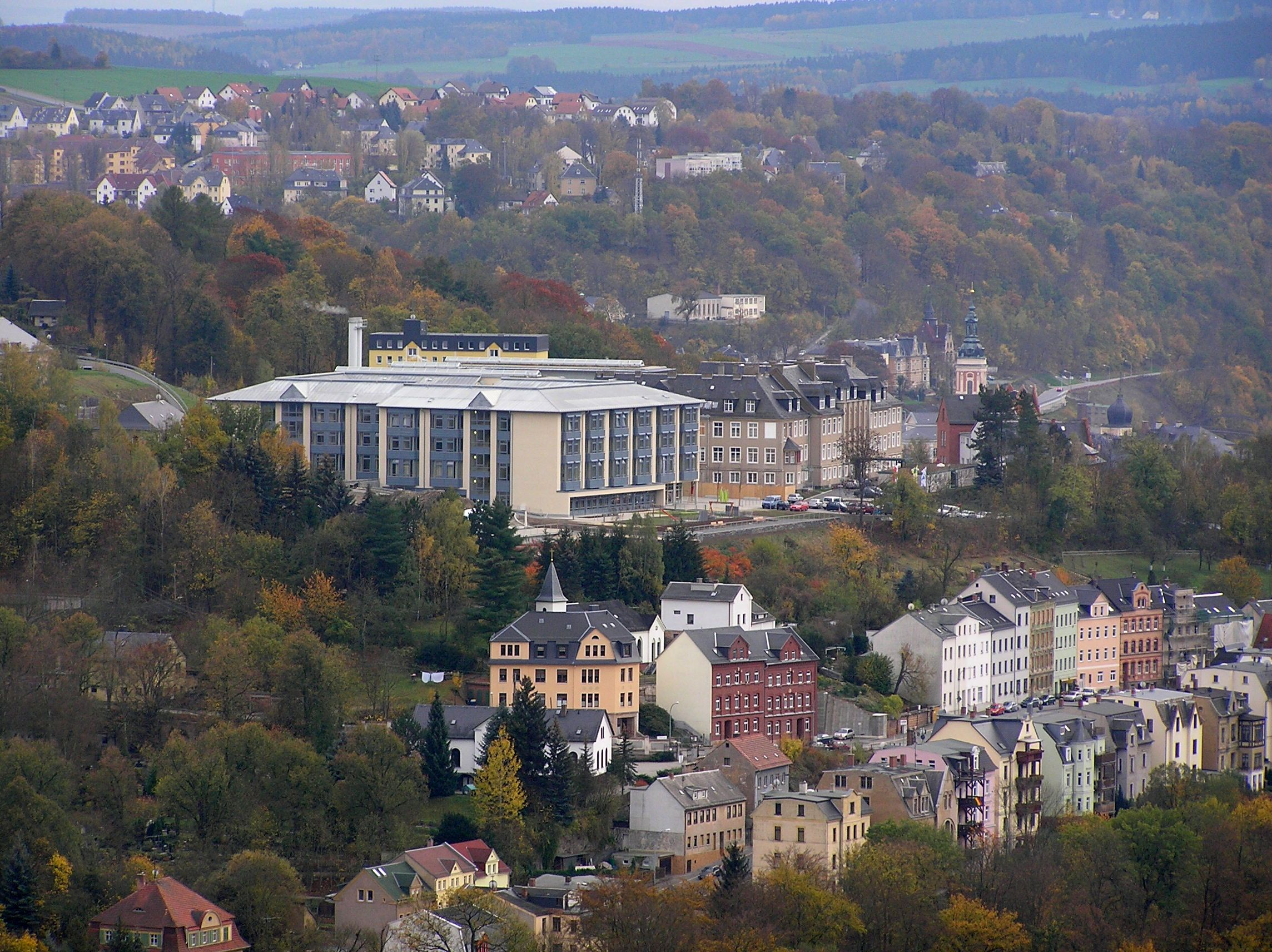
Blick auf das Klinikum

Das Kreiskrankenhaus Greiz ist ein Regelversorger mit 296 Betten. Der Landkreis ist alleiniger Gesellschafter. 1744 wurde erstmals ein Krankenhaus in Greiz erwähnt. 1893 wurde der erste Krankenhausbau auf dem Reißberg errichtet. 2003 wurde der heutige Funktionsbau übergeben, 2006 ein neues Bettenhaus.

### Bildung

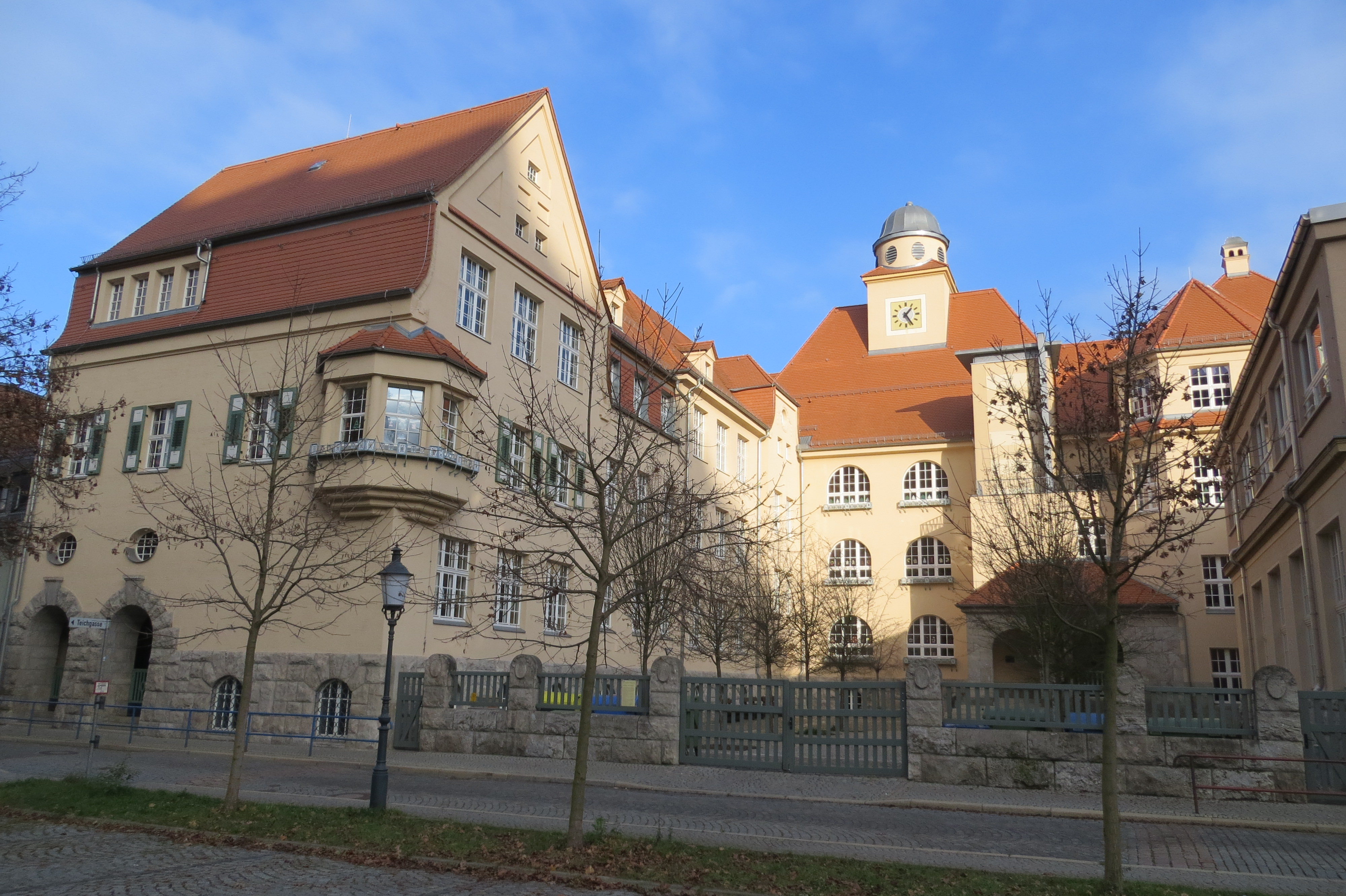
Goetheschule

In der Greizer Innenstadt existieren mit der Lessing- und der Goetheschule zwei staatliche Grundschulen, im weiteren Stadtgebiet zudem die Grundschulen in Irchwitz und Pohlitz. Die weiterführenden Bildungsstätten sind die staatlichen Regelschulen „Gotthold Ephraim Lessing“ und Greiz-Pohlitz, das Ulf-Merbold-Gymnasium sowie das Staatliche Berufsbildungszentrum „Ernst Arnold“. Die allgemeine Hochschulreife kann außerdem in der seit 2016 staatlich anerkannten Gemeinschaftsschule „Freie Schule Elstertal“ erworben werden.
Greiz besitzt mit dem Förderzentrum „Carolinenschule“ mit Förderschwerpunkt auf geistige Entwicklung und etwa 200 Schülern, dem Staatlichen Förderzentrum Friedrich Fröbel und der Goetheschule drei Förderschulen.
Weitere Bildungsträger sind die Kreisvolkshochschule, die Kreismusikschule „Bernhard Stavenhagen“, ein privater Bildungsträger sowie ein privates Bildungsinstitut.

### Verkehr

#### Straßenverkehr
In Greiz kreuzen sich die Bundesstraße 92 von Gera bis zur tschechischen Landesgrenze bei Bad Brambach und die Bundesstraße 94 von Schleiz nach Rodewisch. Ferner existieren Landesstraßen in Richtung Zwickau, nach Mylau mit Unterquerung der Göltzschtalbrücke und nach Neumühle. Die nächstgelegene Autobahnanschlussstelle liegt 14 Kilometer entfernt an der A 72 bei Reichenbach im Vogtland. Die Anschlussstelle Lederhose an der A 9 ist 34 Kilometer entfernt und wird vom Verkehr nach Norden und Osten genutzt.
Der Stadtverkehr Greiz, der seit 1925 besteht, wird heute von der „Personen- und Reiseverkehrs GmbH Greiz“ auf sieben Linien bedient. Von 1945 bis 1969 war auch eine Oberleitungsbuslinie in Betrieb.

#### Radverkehr
Im Radwandernetz liegt Greiz auf dem Radfernweg Euregio Egrensis und dem Elster-Radweg. Eine Verlängerung des Göltzschtal-Radwegs, der derzeit an der Göltzschtalbrücke endet, bis zur Mündung in Greiz ist in Planung.
Dem innerstädtischen Radverkehr kommt aufgrund der topographischen Lage der Stadt im Talkessel eine untergeordnete Rolle zu. So bestehen selbst zwischen den nahen Stadtteilen und dem Zentrum größtenteils über 100 Meter Höhendifferenz. Von der Straße baulich getrennte Radwege bestehen nur auf einigen hundert Metern entlang der B 94 im Stadtzentrum. Im Lärmaktionsplan der Stadt werden als Fortsetzung dieser Radwege auf der Bundesstraße beidseitige Schutzstreifen empfohlen.
Zahlreiche Einbahnstraßen in der Innenstadt sind für den Radverkehr in beide Richtungen freigegeben.

#### Schienenverkehr

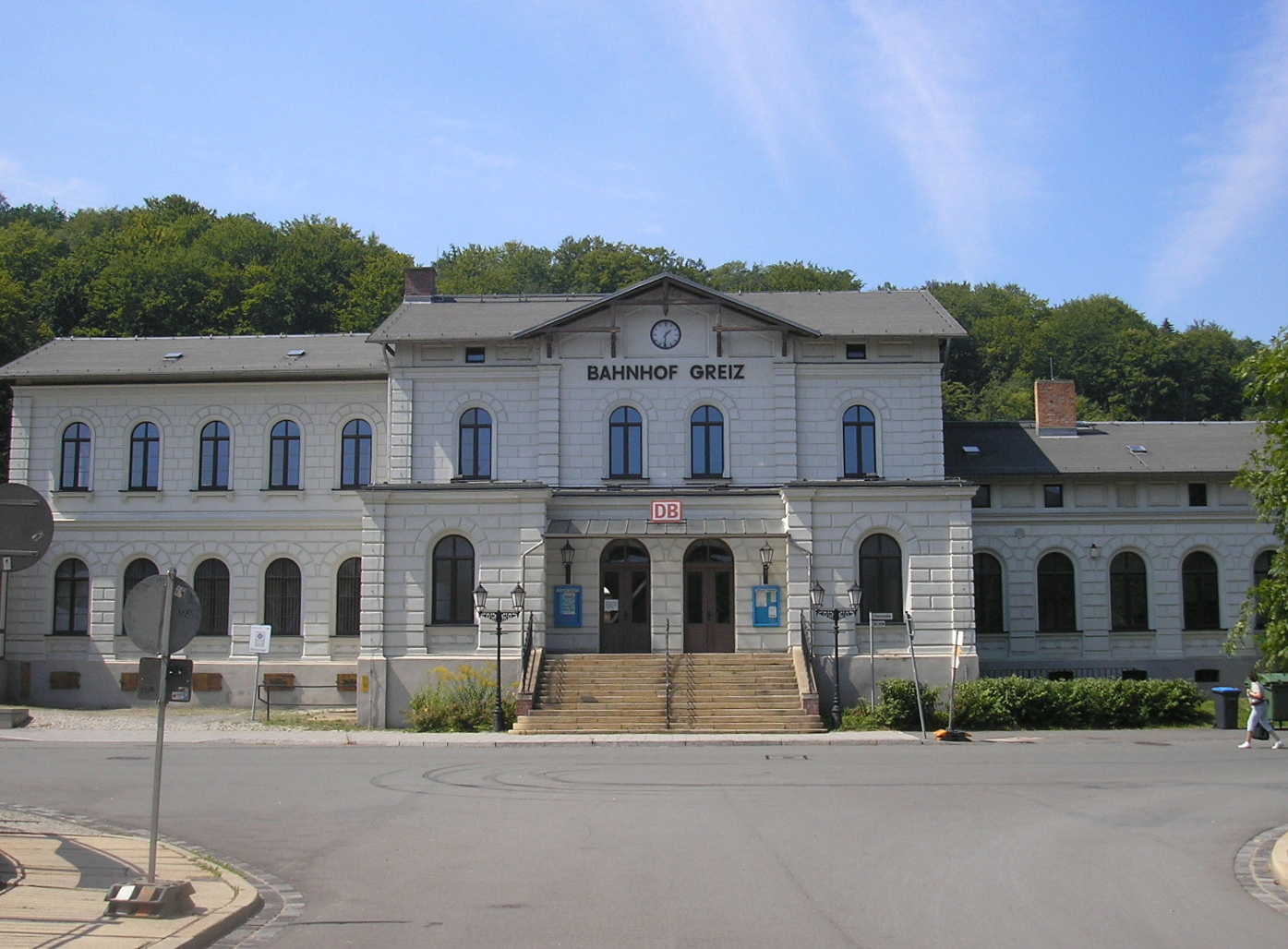
Bahnhof Greiz

1865 wurde eine Eisenbahnstrecke von Greiz-Aubachtal nach Brunn in Sachsen eröffnet, wodurch ein erster Bahnhof auf dem Greizer Stadtgebiet errichtet wurde. Die Bahnstrecke wurde 1879 zum Bahnhof Greiz an der Elstertalbahn verlängert, was mit aufwändigen Ingenieurbauten wie dem Hainbergtunnel und einer Überbrückung der Weißen Elster verbunden war. Die gesamte Strecke wurde 1999 stillgelegt, nachdem schon seit dem 1. Juni 1997 kein planmäßiger Personenverkehr mehr stattgefunden hatte.
Die Elstertalbahn von Gera über Greiz und Plauen nach Weischlitz wurde 1875 eröffnet. Eine Herausforderung beim Bau war die Untertunnelung des Greizer Schlossbergs. An dieser Bahnstrecke liegen die drei heute noch existierenden Greizer Bahnhöfe südlich des Zentrums, in Neumühle/Elster und in Greiz-Dölau. Heute verkehren auf dieser Strecke die Vogtlandbahn und die DB Regio Südost, welche einen Stundentakt nach Gera mit zweistündlicher Durchbindung nach Erfurt sowie einen Zweistundentakt nach Plauen und Adorf bilden. Das Bahnhofsgebäude in Greiz ist zurzeit geschlossen und wird für kulturelle Zwecke genutzt. Das Chemiewerk in Greiz-Dölau des Konzerns Nouryon ist das einzige verbliebene Unternehmen in Greiz, welches einen Schienenanschluss besitzt.
Auf der nahegelegenen Sachsen-Franken-Magistrale wurde der Fernverkehr 2006 eingestellt. Die Strecke von Leipzig nach Hof wurde durch die Göltzschtalbrücke, die weltweit größte Ziegelsteinbrücke, und durch deren „kleinere Schwester“, die Elstertalbrücke bei Jocketa, bekannt. Die Göltzschtalbrücke befindet sich in unmittelbarer Nähe an der Landesgrenze im sächsischen Netzschkau und ist vom Greizer Ortsteil Reinsdorf aus sichtbar.